# Fonte (Duchamp)

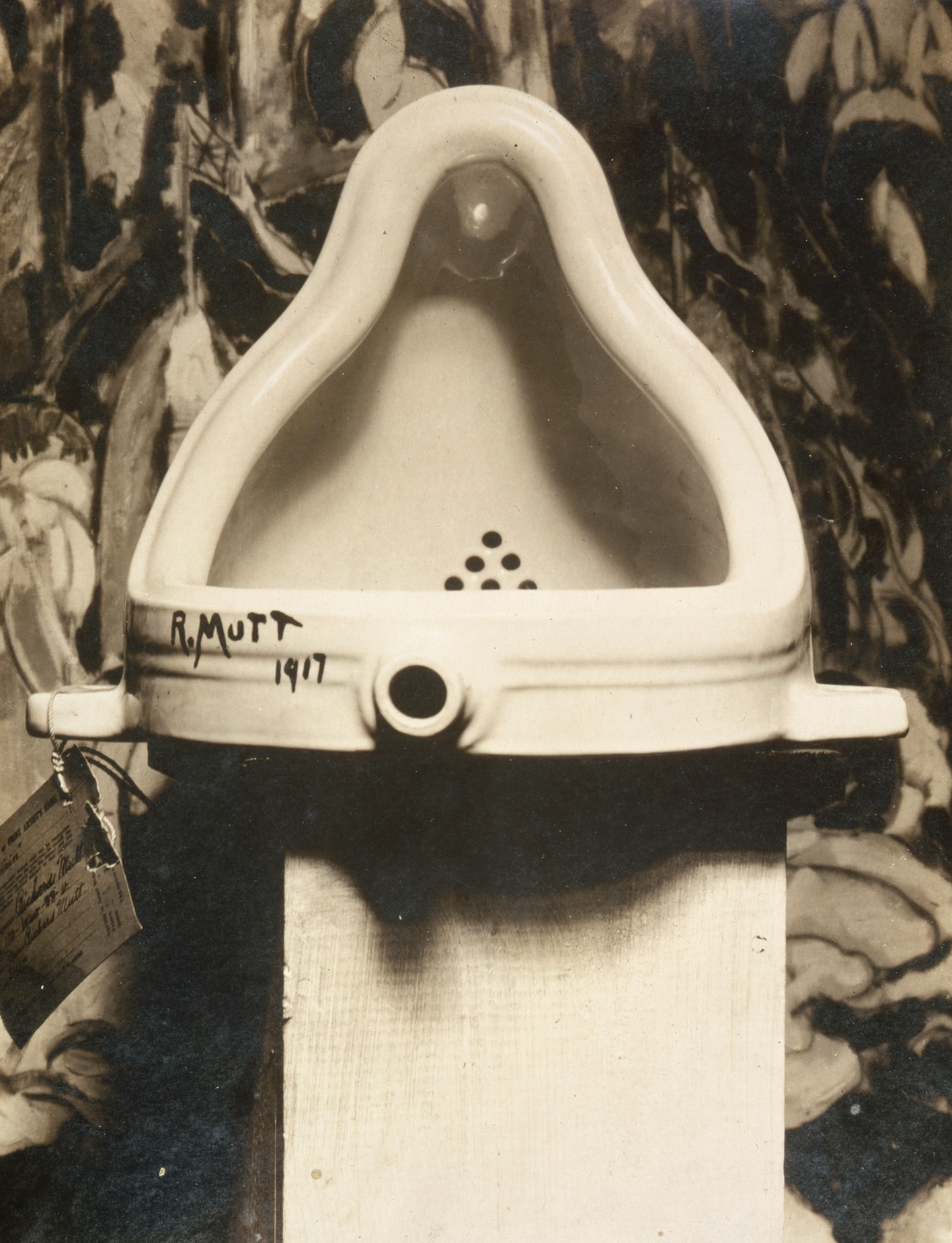
A obra original, com etiqueta de entrada visível, em fotografia de Alfred Stieglitz tirada após a exposição da Sociedade dos Artistas Independentes. Ao fundo, no cenário, a pintura The Warriors, de Marsden Hartley.

Fonte ou A Fonte (em inglês:  Fountain; em francês:  Fontaine) é uma obra ready-made datada de 1917 e realizada pelo artista dadaísta Marcel Duchamp. Trata-se de um urinol branco de porcelana exibido em ângulo invertido e marcado lateralmente com uma assinatura em tinta preta, "R. Mutt". Surgiu em abril de 1917, como uma peça de encanamento comum escolhida por Duchamp e enviada para a exposição inaugural da Sociedade dos Artistas Independentes [en], realizada no Grand Central Palace em Nova Iorque.
Duchamp explicou que seu propósito com esse trabalho era mostrar que "objetos cotidianos [podem ser] elevados à dignidade de uma obra de arte pelo ato de escolha do artista". As regras da exposição para a qual ele submeteu a peça declaravam que todas as obras seriam aceitas, porém o mictório não foi colocado na área de exibição. A peça original está perdida, mas foi documentada pelo fotógrafo Alfred Stieglitz, o que impulsionou a popularidade dela e a estabeleceu como uma das obras mais representativas do movimento dadaísta. Historiadores de arte e teóricos da vanguarda consideram-na um marco importante na arte do século XX.
Fonte foi interpretada de inúmeras maneiras, inclusive como uma representação sexualmente sugestiva. Entre 1950 e 1964, Duchamp produziu ou autorizou a criação de 16 réplicas, das quais 15 se encontram em museus e coleções particulares na Europa, América do Norte e Ásia. Alguns pesquisadores sugeriram que a vanguardista Elsa von Freytag-Loringhoven seria a verdadeira autora da obra, a qual ela teria encaminhado a Duchamp como demonstração de amizade; historiadores de arte, entretanto, afirmam que a autoria é realmente de Duchamp por não haver evidências documentais do envolvimento da artista na submissão da obra à exposição. Fonte sofreu intervenções e foi vandalizada em algumas ocasiões. Em 2006 seu valor era estimado em cerca de três milhões de euros.

## Descrição do objeto
A obra Fonte, produzida em 1917 e atrelada ao artista vanguardista franco-americano Marcel Duchamp, é considerada uma peça seminal do movimento dadaísta. É descrita como um exemplo de ready-made (lit.  "já feito"), uma técnica criada pelo próprio Duchamp e que pode ser definida como o ato de selecionar objetos comuns do cotidiano e declará-los como obras de arte. Nesse caso, o item escolhido consistia em um urinol ou mictório branco manufaturado que foi virado ao contrário e nivelado horizontalmente sobre seu fundo plano, com a finalidade de ser exibido numa exposição artística. O objeto foi girado 90 graus em relação ao seu eixo, o que o deixou invertido à posição na qual seria visto caso fosse usado numa instalação sanitária comum, isto é, na vertical. Na borda inferior esquerda, foi assinado com um pseudônimo — "R. Mutt" — e a data "1917", em letras maiúsculas grossas pintadas com tinta preta. Posteriormente, o mictório foi colocado sobre um pedestal escuro.
A obra foi perdida ainda por volta de 1917, restando apenas algumas reproduções autorizadas mantidas em museus e galerias de arte ao redor do mundo. Em razão disso, as dimensões do mictório original não foram registradas. O historiador de arte William Camfield, em seu livro dedicado à obra, comenta que ela é convencionalmente referida como um urinol de "porcelana esmaltada", embora ele considere que "louça sanitária fina" seria uma descrição mais precisa para caracterizar o material utilizado na fabricação da peça. O urinol era do padrão "Bedfordshire", o qual, segundo o estudioso de arte Glyn Thompson, "era o mais básico, simples e barato dos mictórios de faiança" comercializados nos Estados Unidos no início do século XX; o nome alude ao condado inglês porque esse modelo de mictório foi introduzido na América em 1783 como cópia de importações da Inglaterra. O exemplar em particular foi produzido pela Trenton Potteries Company, uma fabricante de produtos de cerâmica situada em Trenton, Nova Jersey. Em 2016, Thompson relatou que um raro, e possivelmente único, exemplar remanescente de um urinol desse modelo foi encontrado na The Magic Chef Mansion, uma mansão histórica localizada em St. Louis, Missouri.

## História

### Contexto e origem

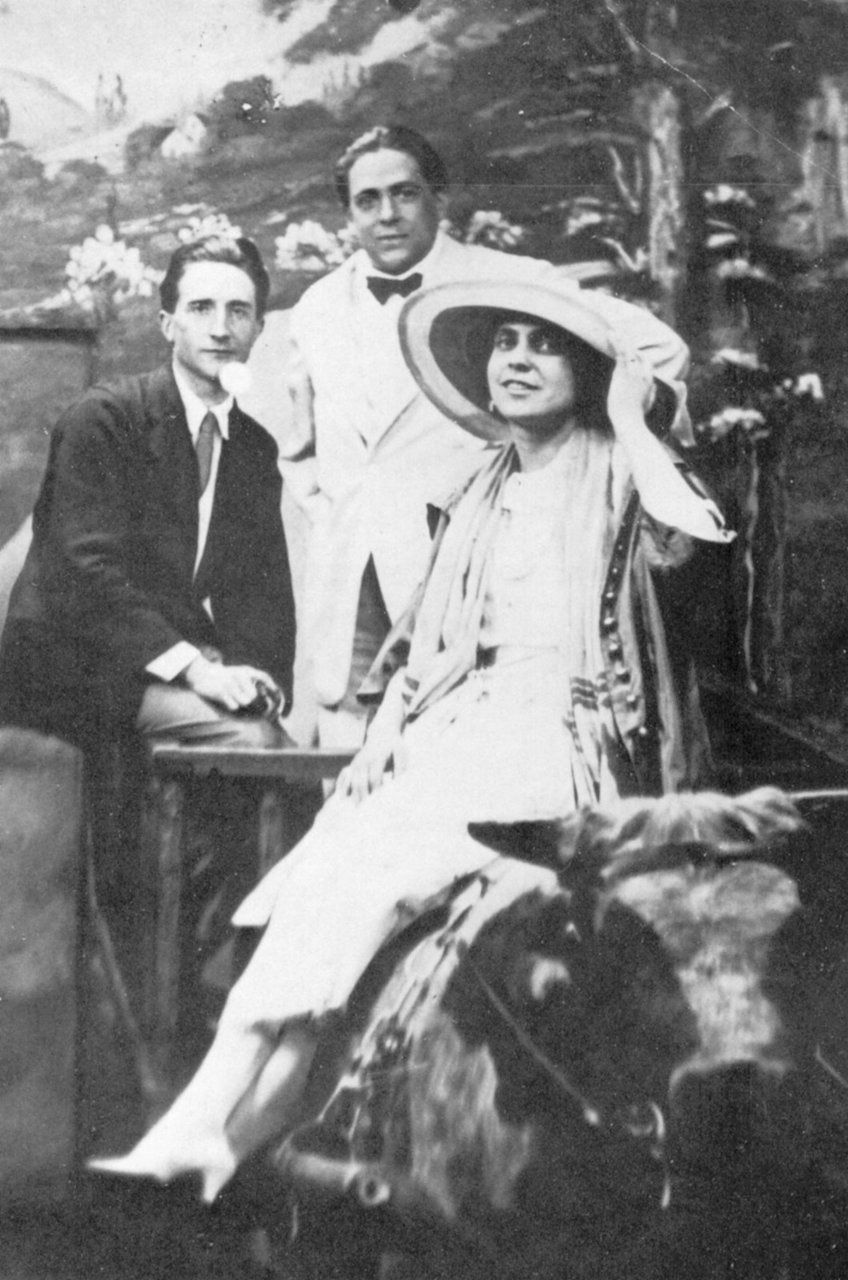
Duchamp (à esquerda), Francis Picabia e Beatrice Wood na cidade de Nova Iorque, em 1917.

Desde 1912, Duchamp ambicionava inventar um novo meio de expressão que contrariasse o cubismo ou o que ele chamava de "arte retiniana", isto é, aquela que é voltada apenas para o deleite visual. Em 1913, Duchamp criou seu primeiro ready-made, intitulado Roda de Bicicleta, fixando uma roda de bicicleta a uma banqueta. O artista definiu esse trabalho como um "ready-made assistido", pois o fez juntando dois objetos em vez de usar um só. Mais tarde, em um movimento mais ousado, ele transicionou para os "ready-mades puros", tais como um porta-garrafas, uma pá de neve e um cabideiro. Assim, em vez de criar formas novas, ele selecionava um objeto banal e funcional, removia-o de seu contexto utilitário pretendido e o apresentava como obra de arte, subvertendo as normas e convenções artísticas da época.
Com a eclosão da Primeira Guerra Mundial na Europa, Duchamp migrou de Paris para os Estados Unidos em 1915, após ser dispensado do serviço militar. Sua chegada em Nova Iorque agitou a imprensa e o público devido à fama que ele obteve após a controversa exibição de sua pintura Nu Descendo uma Escada, nº 2 no Armory Show em 1913. Logo, ele se envolveu com Francis Picabia, Man Ray, Beatrice Wood, Jean Crotti, Elsa von Freytag-Loringhoven e outros artistas da cena de vanguarda novaiorquina na criação de um movimento cultural antirracional, antiarte e protodadaísta na cidade. Em reação às políticas restritivas da Academia Nacional de Desenho, Duchamp e vários outros modernistas formaram em 1916 a Sociedade dos Artistas Independentes de Nova Iorque, nos moldes da Société des Artistes Indépendants parisiense, que não admitia júri nem premiações. Qualquer artista que pagasse a taxa admissional de um dólar e uma anuidade de cinco dólares poderia se tornar membro da associação e ter direito de mostrar duas de suas obras nas exposições realizadas por ela.

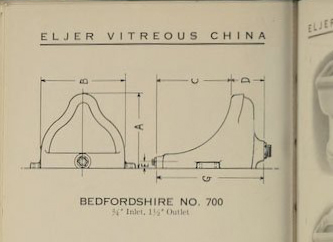
Design de um mictório modelo Bedfordshire, datado de 1918, semelhante ao usado por Duchamp.

No início de 1917, a Sociedade dos Artistas Independentes anunciou sua primeira exposição anual, a ser realizada no Grand Central Palace, na Avenida Lexington, e que ficaria marcada como a maior mostra de arte moderna já realizada nos Estados Unidos. Com a imprensa curiosa para saber o que Duchamp planejava exibir no evento, espalhou-se o rumor de que ele enviaria uma tela cubista intitulada Tulip Hysteria Co-ordinating. Quando essa pintura não apareceu, aqueles que esperavam vê-la ficaram decepcionados. É provável, porém, que ela sequer tenha existido, pois não há menção a obras desse tipo no catálogo da exposição ou nos documentos da época relacionados a Duchamp e seus amigos. O pesquisador Francis M. Naumann sugere que essa história foi um boato intencional para enganar o público. Embora nenhuma obra de Duchamp tenha sido listada no catálogo, ele foi responsável pelo que se tornaria o artefato mais notório da exposição: um urinol.
De acordo com uma lembrança de Duchamp compartilhada décadas depois, a ideia para a criação de Fonte surgiu uma ou duas semanas antes da mostra dos Independentes, durante uma animada conversa de almoço entre ele, o pintor Joseph Stella e o colecionador de arte Walter Arensberg. Na ocasião, Duchamp propôs sua ideia vanguardista e "eles imediatamente foram comprar o item". Os três se dirigiram a uma fornecedora de equipamentos de encanamento situada na Quinta Avenida, J. L. Mott Iron Works, onde o artista francês comprou um urinol de porcelana modelo padrão "Bedfordshire". Ele levou o objeto para seu estúdio, inverteu-o da sua posição normal de uso, assinou-o e datou-o com o pseudônimo "R. Mutt 1917". Fonte foi o primeiro ready-made a ser destinado a uma grande exposição de arte moderna e a ganhar repercussão midiática, uma vez que os anteriores simplesmente permaneciam no estúdio de Duchamp. Dois deles chegaram a ser expostos em 1916 na Galeria Bourgeois em Nova Iorque, no entanto, teriam passado praticamente despercebidos. Portanto, em 1917, o conceito de ready-made ainda não era conhecido nem pelo público nem pelos membros da sociedade novaiorquina de artistas independentes.

### Exibição recusada e controvérsia
Dois dias antes da exposição dos Independentes, o urinol foi entregue ao Grand Central Palace, junto com a fictícia taxa de ingresso de seis dólares do "Sr. Mutt" e o título original da obra, Fountain. Duchamp usou um pseudônimo porque fazia parte do conselho administrativo da associação e não queria se indispor com os demais diretores. Beatrice Wood relatou que os membros do conselho travaram "discussões furiosas" sobre o objeto ter ou não valor artístico. Alguns o defendiam, tendo em vista o princípio da sociedade de não haver júri para decidir sobre os méritos das obras, enquanto outros sustentavam que o item era indecente. Segundo um artigo no New York Herald, a questão só foi resolvida poucas horas antes da exposição, quando os diretores se reuniram e "os defensores do Sr. Mutt foram rejeitados com uma pequena margem". O mictório não foi retirado do salão, mas permaneceu escondido do público durante a mostra. O presidente da sociedade, William Glackens, declarou à imprensa: "A Fonte pode ser um objeto muito útil em seu lugar, mas seu lugar não é numa exposição de arte e ela não é, de maneira nenhuma, uma obra de arte". Em protesto, Duchamp renunciou ao conselho e também teria "retirado" a suposta tela Tulip Hysteria Co-ordinating do evento.
Apesar do interesse da imprensa de Nova Iorque pelo caso, o público continuava a saber pouco sobre a obra em si. A controvérsia só começou após a publicação, em maio de 1917, da segunda edição de The Blind Man, uma pequena revista editada por Henri-Pierre Roché, Wood e pelo próprio Duchamp. Em defesa de R. Mutt, cuja verdadeira identidade permanecia irrevelada, o periódico incluiu um artigo intitulado "The Richard Mutt Case", possivelmente escrito por Wood. De acordo com o texto, Fonte foi recusada por ter sido considerada "imoral, vulgar" e também um plágio, já que se tratava de uma "simples peça de encanamento". O artigo argumentava que a obra não era imoral, pois acessórios semelhantes podiam ser vistos todos os dias expostos em lojas de encanamento. Sobre a questão de ser plágio, a seguinte afirmação foi feita:
| “ | Se o Sr. Mutt fez a fonte com suas próprias mãos ou não, isso não tem importância. Ele a ESCOLHEU. Ele pegou um objeto da vida cotidiana e o posicionou de forma que seu significado útil desapareceu sob um novo título e ponto de vista — criou um novo pensamento para aquele objeto. | ” |

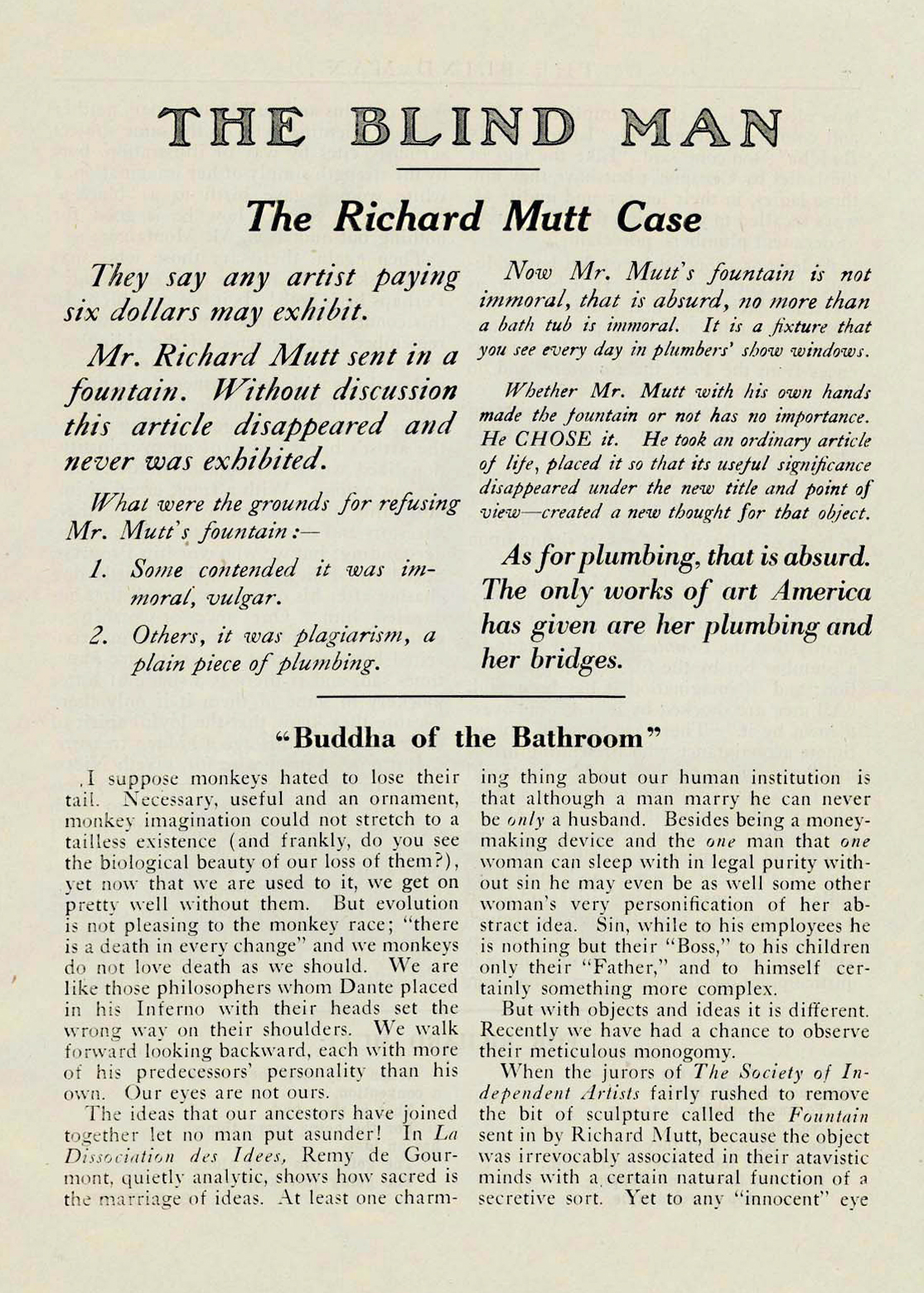
A controvérsia acerca da obra foi desencadeada por este editorial, publicado em 1917 na revista The Blind Man.

A publicação prosseguia com um artigo assinado pela artista Louise Norton, trazendo uma análise mais aprofundada da polêmica. Norton chamou a obra de "Buddha of the Bathroom" ("Buda do Banheiro") e criticou a formação de uma "Comissão de Censores" na Sociedade dos Artistas Independentes. Sobre o impasse de considerar a obra uma forma de arte ou um simples objeto manufaturado, ela defendeu: "Fonte não foi feita por encanadores, mas pela força da imaginação". Quanto à pergunta "Isto é sério ou é uma brincadeira?", ela respondeu: "Talvez seja as duas coisas!". Na sequência, o artista Charles Demuth dedicou um pequeno poema a Richard Mutt, no qual ele parece ter reconhecido o mérito no esforço de Duchamp para o avanço na compreensão do que poderia ser aceito como uma obra de arte.
A reação gerada pela obra continuou por semanas após sua submissão à exposição. Os relatos da imprensa da época, entretanto, pareciam não associar Richard Mutt a Duchamp nem identificavam o objeto controverso como um urinol, pois o decoro exigia que a peça fosse chamada de "acessório de banheiro". Além disso, as matérias jornalísticas frequentemente se referiam a Mutt como um cidadão da Filadélfia. Um jornal de Boston noticiou, em 25 de abril de 1917, que Mutt estava ameaçando processar judicialmente o conselho administrativo da sociedade dos Independentes. A informação de que a obra era um mictório foi divulgada mais amplamente pela primeira vez em The Blind Man, porém não ficou claro quando o público passou a saber que Duchamp era o artista. Ao tomar conhecimento do caso, o poeta e crítico de arte Guillaume Apollinaire, em Paris, também repreendeu os Independentes de Nova Iorque por eles não reconhecerem que a arte pode enobrecer e transformar um objeto. Appolinaire, que provavelmente ficou ciente do ocorrido por meio de uma cópia de The Blind Man que Roché lhe enviou, expressou seu ponto de vista sobre a controvérsia em um artigo publicado no Mercure de France em junho de 1918.

### Fotografias e miniaturas

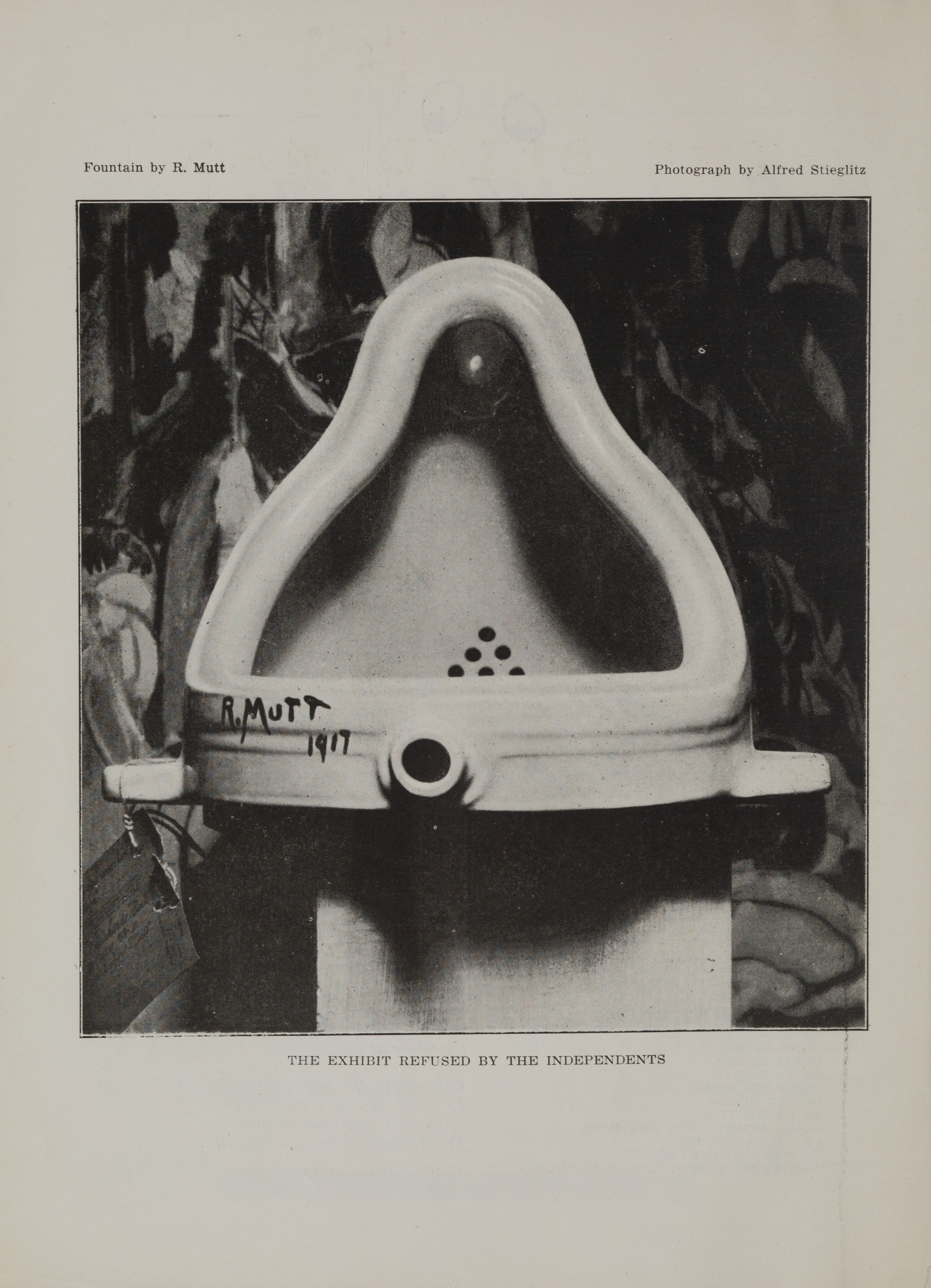
A fotografia de Fonte, tirada por Stieglitz, reproduzida na quarta página de The Blind Man, maio de 1917.

Terminada a exposição, Duchamp recuperou o urinol, que estava escondido atrás de uma parede no Grand Central Palace. Pouco depois, ele pediu um registro da obra ao influente fotógrafo Alfred Stieglitz. Wood contou que Stieglitz se divertiu muito com a proposta e que ele concordou em fotografar Fonte porque sentia "que era importante combater a intolerância na América". Por volta de 19 de abril de 1917, a fotografia foi tirada na galeria de Stieglitz, conhecida como "291" e situada na Quinta Avenida. O registro mostra o mictório sobre um pedestal branco em frente a uma pintura de Marsden Hartley, The Warriors (1913), que ocupa o fundo da imagem. A foto apareceu em The Blind Man, legendada como "A exposição recusada pelos Independentes", acompanhando o editorial "The Richard Mutt Case". Stieglitz expôs Fonte por um tempo na galeria 291 e, depois disso, a obra desapareceu. Há especulações de que tenha sido comprada por Arensberg ou mesmo destruída por William Glackens. Calvin Tomkins, biógrafo de Duchamp, afirma que o mais provável é que, após o fechamento permanente da galeria de Stieglitz, Fonte teve o mesmo destino dos primeiros ready-mades de Duchamp: foi descartada com o lixo.

O urinol suspenso no estúdio de Duchamp em Nova Iorque, c. 1917 ou 1918. Fotografia atribuída a Henri-Pierre Roché.

Como a Fonte original foi perdida e poucas pessoas tiveram a oportunidade de vê-la, a fotografia tirada por Stieglitz tornou-se um documento fundamental no registro da existência da obra. Uma outra versão dessa foto, cortada na parte inferior e medindo 10,8 X 17,8 cm, foi descoberta nos arquivos de Walter Arensberg, mantidos no Museu de Arte da Filadélfia desde 1950. Esse documento é descrito pela curadora fotográfica Martha Chahroudi como um provável registro do negativo original, encontrando-se em estoque fotográfico consistente com o período, mas não totalmente consistente com as fotografias de Stieglitz. Não se sabe quando, por que ou por quem a imagem foi recortada; Camfield pressupõe que Duchamp tenha sido o responsável por essa alteração.
Naumann acredita que a obra não estava mais na galeria 291 na época da publicação de The Blind Man, tendo sido recuperada por Duchamp e trazida de volta ao estúdio do artista. Naumann sustenta essa hipótese afirmando que vários instantâneos, tirados em 1918, mostram Fonte pendurada no lintel de uma porta do estúdio, um método de exibição que Duchamp parece ter preferido para a maioria de seus ready-mades. Camfield, por sua vez, menciona a existência de apenas duas fotos que apresentam tais elementos, presume que elas tenham sido tiradas em março ou abril de 1917 e considera a possibilidade de mostrarem um urinol diferente. Uma publicação da Tate Modern, contudo, reitera que essas fotos retratam a peça original, uma vez que não haveria razão para se acreditar que Duchamp possuísse outro mictório similar. Em ambas as fotos citadas por Camfield é possível ver, além do urinol, outros dois ready-mades suspensos: a pá de neve (In Advance of the Broken Arm, 1915) e o cabideiro (Hat Rack ou Porte-chapeau, 1917). A primeira foto, mais granulada e publicada na década de 1940, enquadra melhor os objetos, enquanto a segunda, divulgada em 1987 pelo Museu de Arte da Filadélfia e cuja autoria é atribuída a Roché, fornece uma vista mais ampla do estúdio de Duchamp, que era improvisado em seu apartamento na 33 West 67th Street em Nova Iorque.

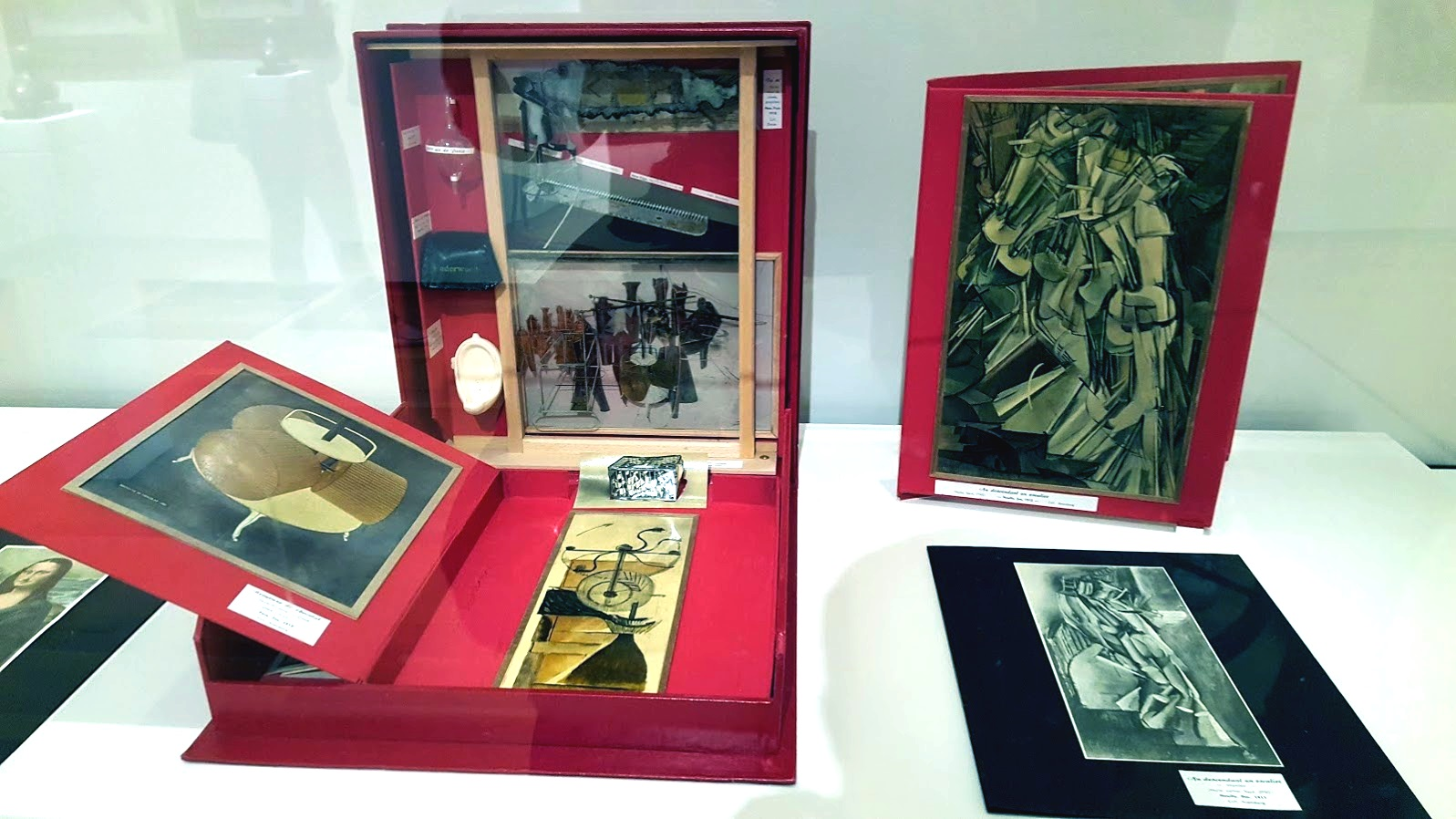
Duchamp incluiu uma miniatura de Fonte na coleção portátil Boîte-en-valise. Na foto, exemplar da coleção no Museu de Arte de Cleveland, Ohio.

No início da década de 1920, Duchamp viajava frenquentemente entre os Estados Unidos e a França, afastando-se temporariamente do meio artístico para se concetrar em jogar xadrez competitivamente. Assim, Fonte não foi comentada publicamente até 1934, quando o poeta André Breton, líder do movimento surrealista, escreveu um artigo pioneiro que revisava a carreira de Duchamp até aquele momento e destacava a importância da peça no contexto dos ready-mades. Foi nesse período que Duchamp sentiu a necessidade de consolidar sua obra, dispersa e já parcialmente perdida, e torná-la mais acessível. Com base na fotografia de Stieglitz e dos instantâneos tirados em seu apartamento, ele começou a fazer reproduções em miniatura de Fonte em 1935, primeiro em papel machê depois em porcelana. Essas pequenas réplicas foram incluídas em Boîte-en-valise, um complexo projeto de "museu portátil" que consistia em caixas de papelão compartimentadas, por vezes acompanhadas por uma valise de couro, nais quais Duchamp incluía uma variedade de versões miniaturizadas de suas obras favoritas, entre as quais Nu Descendo uma Escada, nº 2 (1912), L.H.O.O.Q. (1919) e O Grande Vidro (1915–1923). Ele criou múltiplas edições dessa coleção entre 1935 e 1966.

### Versões em escala real
Fonte não era um objeto de arte cobiçado até bem depois da Segunda Guerra Mundial, quando Duchamp passou a ser visto como uma figura cult entre os artistas da pop art. Em resposta à demanda do meio artístico pelo famoso ready-made, Duchamp autorizou curadores a comprar urinóis em nome dele entre 1950 e 1963. Em colaboração com o negociante de arte Arturo Schwarz, ele emitiu em 1964 um conjunto de 13 réplicas do mictório produzidas como esculturas convencionais. Essas peças foram modeladas em vidrado cerâmico a partir da foto tirada por Stieglitz e pintadas para se assemelhar à porcelana original, com a assinatura reproduzida em tinta preta. De acordo com uma lista compilada pela revista Cabinet, foi criado um total de 17 versões da obra autorizadas por Duchamp. Duas delas, incluindo a original, estão perdidas. Autores como Jonathan Loesberg salientam que, embora o artista tenha participado de algumas dessas recriações, nenhuma se parece exatamente com a outra.

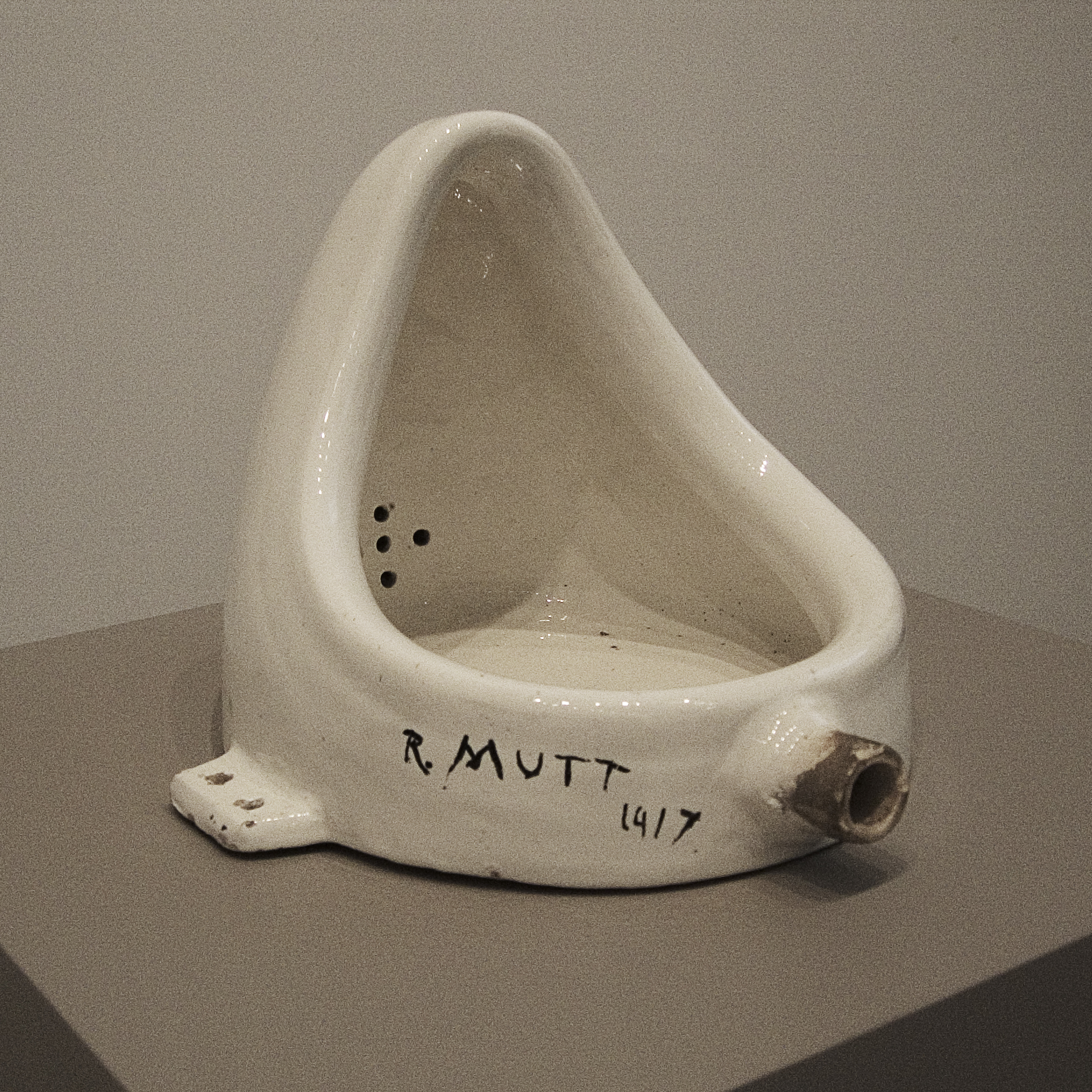
Segunda versão de Fonte. Museu de Arte da Filadélfia.

A segunda versão da obra surgiu em 1950, quando Duchamp foi convidado para uma exposição em Nova Iorque organizada pelo galerista Sidney Janis. Na ocasião, o artista assinou "R. Mutt 1917" em um urinol que Janis comprou num mercado de pulgas em Paris. Em uma exposição realizada três anos depois, o objeto foi exibido decorado com um ramo de visco e instalado no alto de uma porta; em 1998, foi doado ao Museu de Arte da Filadélfia. Uma terceira recriação, produzida por volta de 1953 em Paris, foi listada no catálogo raisonné de Duchamp, editado por Schwars. A publicação registra uma "réplica feita para ser vendida num leilão em benefício de um amigo de Duchamp"; outras informações sobre essa peça, incluindo sua localização, são desconhecidas. O escritor Ulf Linde fez uma nova versão usando um urinol que ele encontrou num banheiro masculino de um restaurante em Estocolmo. O objeto foi comprado, removido da instalação sanitária, polido e marcado com uma inscrição "R. Mutt 1917" provisória feita com letras de forma pré-fabricadas. Após ser exposta em 1963 numa galeria sueca, a obra foi assinada com tinta de esmalte por Duchamp em 1964 e doada ao Museu de Arte Moderna de Estocolmo em 1965, a pedido do artista.

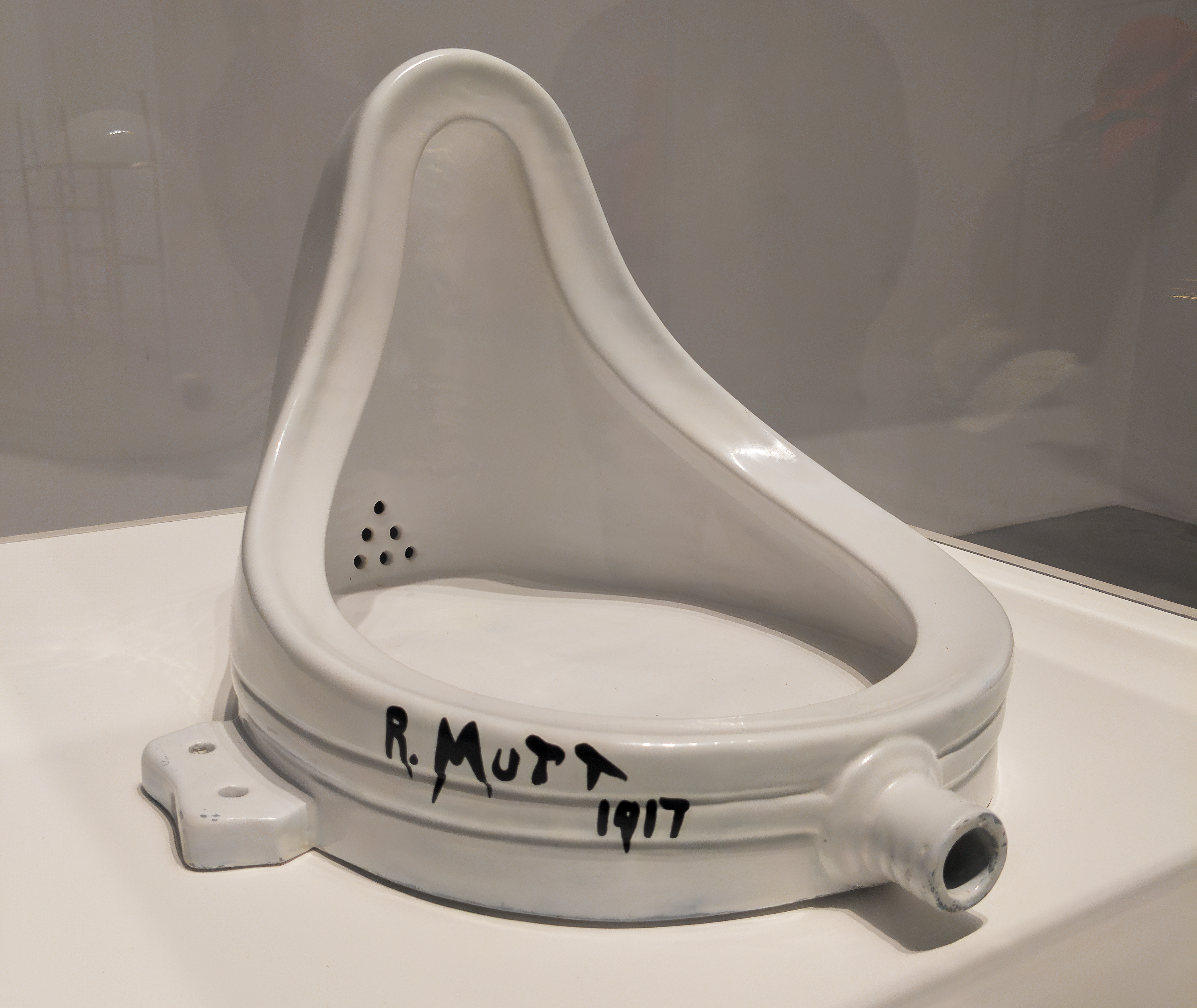
Réplica produzida em 1964 pela galeria de Arturo Schwarz sob supervisão de Duchamp. Tate Modern, Londres.

Em 1964, decidido a reunir todos os seus trabalhos em um só lugar, Duchamp confiou à galeria de Schwarz em Milão a produção de uma edição limitada de fac-símiles de seus principais ready-mades, entre os quais Fonte, com base num projeto derivado de fotos dos originais perdidos. Essas reproduções foram feitas sob condições muito diferentes das anteriores, por se tratar das primeiras a serem emitidas sob supervisão direta de Duchamp, que especificou tamanho, preço e condição de apresentação pública de cada item. Além disso, as réplicas foram construídas artesanalmente, o que implica, portanto, não serem mais classificadas como ready-mades. Segundo Schwars, diversos artesãos se envolveram nas recriações, "cada um especialista em seu próprio campo". Desenhos e blueprints, aprovados mediante a assinatura de Duchamp, foram elaboradas para cada objeto. O artista ficou satisfeito com os resultados, dizendo que Schwarz replicou as obras com precisão, tomando "um cuidado quase fanático".
A edição de Schwarz incluiu oito exemplares comercializáveis do urinol, numerados de 1/8 a 8/8, todos comprados por museus, galerias ou colecionadores particulares. Conforme a ordem de numeração, as instituições que os adquiriram foram: Museu de Arte Moderna de São Francisco (1/8, 1998), Tate Modern em Londres (2/8, 1999), Galeria Nacional do Canadá (3/8, 1971), Museu Nacional de Arte Moderna de Kyoto (6/8, 1987), Musée Maillol em Paris (7/8) e Museu de Arte da Universidade de Indiana (8/8, 1971). A réplica 4/8 foi vendida para uma coleção particular em 2002, enquanto a 5/8 foi adquirida pelo empresário Dimitris Daskalopoulos em 1999 por 1,76 milhão de dólares, um preço recorde na época para uma obra de Duchamp. Outros dois exemplares numerados, constituindo as provas de artista [en] de Duchamp e Schwars, também foram vendidos: o primeiro para o Museu Nacional de Arte Moderna de Paris em 1986 e o outro para um colecionador não identificado por 1,08 milhão de dólares em 2002. Duas réplicas adicionais foram destinadas à doação: uma para o Museu de Israel em Jerusalém (1972) e outra para a Galeria Nacional de Arte Moderna e Contemporânea em Roma (1997). Uma versão prototípica comprada por Andy Warhol em 1973 foi adquirida de seu espólio em 1988 pelo magnata grego Dakis Joannou por 65 750 dólares.

## Interpretação

### O título
De acordo com os acadêmicos Charles Cramer e Kim Grant, os títulos atribuídos aos ready-mades às vezes eram inesperados, o que encoraja a pensar sobre o objeto de uma forma nova. É o caso de Fonte, que instigaria questionamentos como: "Por que o urinol de Duchamp é intitulado 'fonte'? O que os urinóis têm em comum com as fontes? Em que são diferentes? Por que uma fonte é adequada para exibição pública (e um local comum para decoração escultural), enquanto um urinol não é?" Duchamp não explicou o título. O filósofo José Arthur Giannotti escreveu: "Em vez de escondido, como acontece no mundo cotidiano, o urinol é exposto, mas, ao ser denominado 'fonte', se mostra o que não é, pois, em vez de verter água, a colhe para ser rejeitada". Para a artista visual Beatriz Pimenta Velloso, um mictório invertido ser chamado de Fonte "ironizava a beleza dos monumentos românticos comuns aos parques e jardins parisienses, pois às fontes associamos a ideia de verter líquido e não de receber".
Por outro lado, a inversão do mictório possibilitaria a ejeção de líquido, justificando o título. Gavin Parkinson comentou que urinar na obra faria a urina escorrer para os pés. Helen Molesworth [en], curadora de arte contemporânea, descreveu o urinol girado ou pendurado acima de uma porta como uma "configuração física para o humor pastelão", pois "se um homem urinar na Fonte, a urina pingará sobre ele". Outros ready-mades também evocavam "antecipação humorística", entre eles Trébuchet (1917), um cabide de madeira e metal colocado no chão "como uma casca de banana" que poderia fazer alguém tropeçar. O artista Max Podstolski toca em outras conotações: o título talvez quisesse dizer que a obra estava "mijando no mundo da arte, no sentido de moder a mão da alta arte que a alimenta" ou "fertilizando e nutrindo a arte 'baixa'". Esses sentidos refletiriam as contradições que marcaram a arte no século XX: "Uma fonte, fontanário ou nascente pode significar o princípio ou a origem de qualquer coisa, de subversão, regeneração e confusão neste caso. Como 'arte baixa' se tornou 'arte alta' e vice-versa, ninguém mais sabe o que esses termos realmente significam".

### O pseudônimo

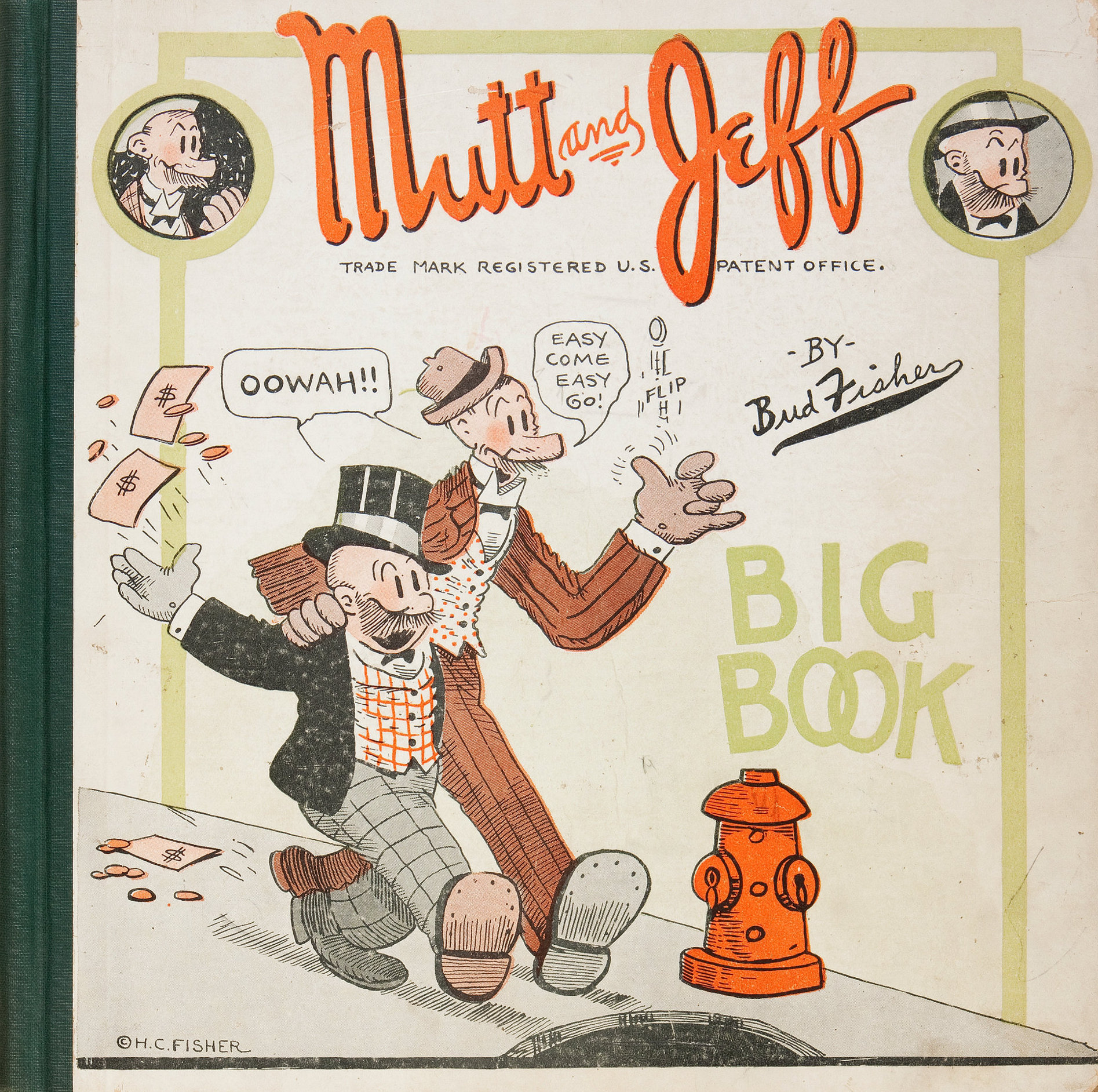
Publicação de Mutt and Jeff, série de tirinhas citada por Duchamp como inspiração para o pseudônimo "R. Mutt". Mutt é o personagem mais alto da dupla.

O significado e a intenção da assinatura do fictício Richard Mutt ("R. Mutt") no mictório são frequentemente questionados. Em uma entrevista de 1966, Duchamp apresentou sua própria explicação para a origem desse pseudônimo. Ele contou que "Mutt" veio de Mott Iron Works, o estabelecimento onde alegava ter comprado o urinol. Entretanto, por considerar o nome da empresa "muito próximo", ele decidiu alterar "Mott" para "Mutt" em homenagem ao protagonista homônino de Mutt and Jeff, uma série de tirinhas de jornal criada por Bud Fisher [en] e popular na década de 1910. Duchamp ressaltou: "Assim, desde o início, houve uma interação de Mutt: um homenzinho gordo e engraçado, e Jeff: um homem alto e magro... Eu queria qualquer nome antigo". Nesse comentário, ele inverteu as descrições dos personagens: Mutt é o homem alto e magro, não Jeff. O artista também disse que richard é uma gíria francesa para "sacos de dinheiro". Segundo o crítico de arte Jerry Saltz, a referência à tirinha de Fisher torna Fonte possivelmente a primeira obra de arte inspirada em quadrinhos.

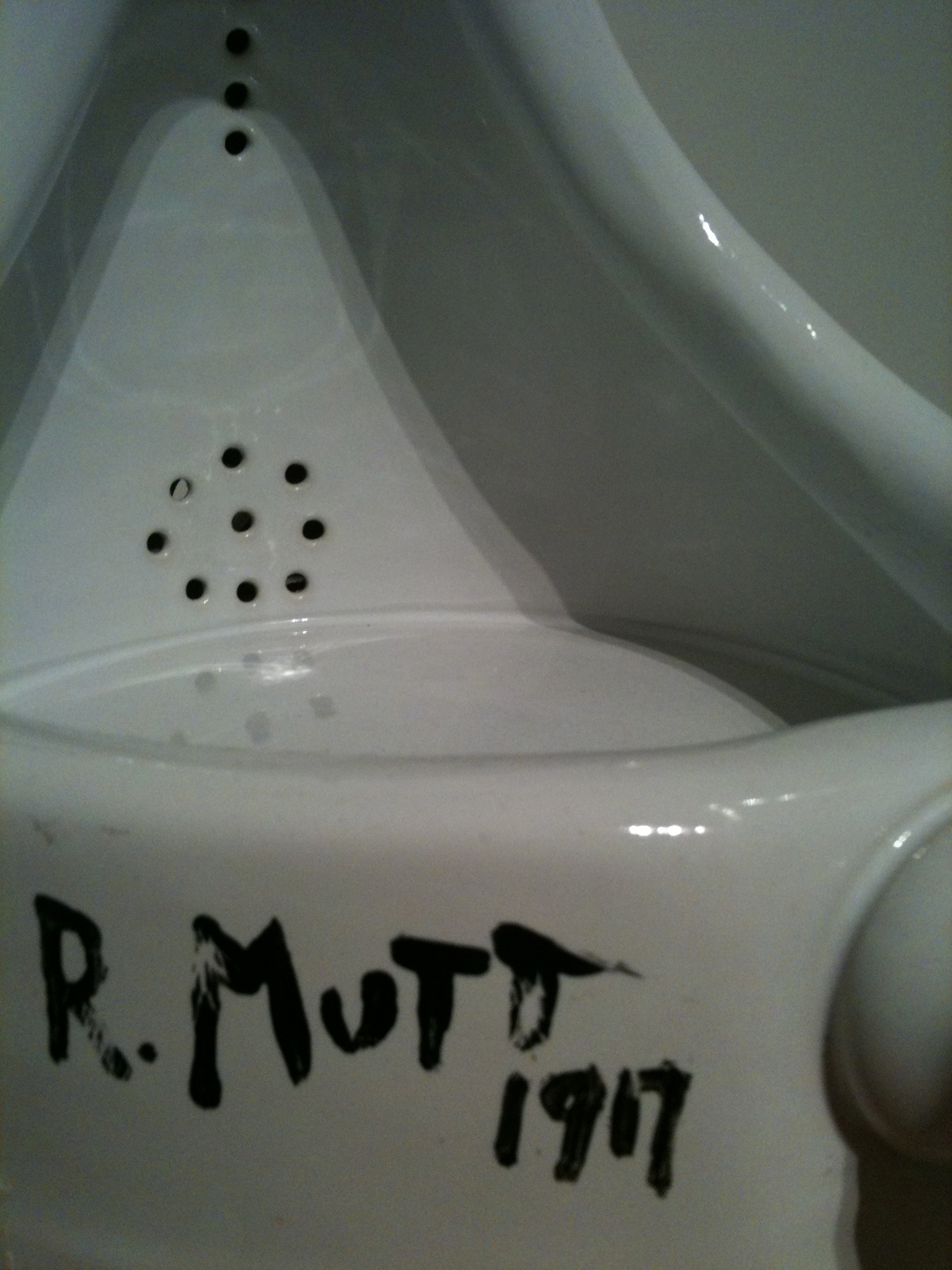
A inscrição "R. Mutt 1917" na borda direita de uma reprodução de Fonte.

Apesar das declarações de Duchamp, foram propostas muitas outras interpretações da assinatura. O crítico de arte Brian Sewell [en], lembrando que Duchamp "era um homem de trocadilhos e piadas fonéticas", observou que o termo mutt é usado nos EUA como uma gíria para "tolo" ou "boquiaberto" e que, portanto, a inscrição talvez tenha sido incluída para "desafiar todos que viram [a] metamorfose absurda do urinol". Os escritores Rosalind Krauss e Jack Burnham [en] sugeriram que "R. Mutt" seria um trocadilho ou homônimo parcial para o termo alemão armut, que significa pobreza. Duchamp rejeitou essa interpretação, já que para ele o nome Richard se opunha à ideia de pobreza. O autor Rudolf Kuenzli sugeriu que "R. Mutt" significaria "arte vira-lata" com base na associação do "R" com a expressão francesa l'art (a arte) e o fato de mutt, na gíria americana, também significar cão vira-lata. Ulf Linde e o autor David Hopkins observaram que Duchamp realizaria mais tarde uma inversão de "Mutt" no título de T um' (1918), pintura do artista na qual ele incluiu sombras de ready-mades. Hopkins também sugeriu que "R. Mutt" é uma inversão fonética em francês de Mutter, palavra alemã para mãe; ele baseava essa teoria na contastação de que Sigmund Freud uma vez vinculou Mut (nome de uma deusa egípcia hermafrodita) a Mutter.
Para o artista Gaspard Delanoë [fr], explicações como essas eram "extremamente vagas, ociosas, até mesmo nulas", por não considerarem que foi a partir de 1917 que Duchamp passou a se dedicar cada vez mais ao xadrez, chegando a tornar-se um jogador profissional na mesma época. Assim, com base no gosto de Duchamp por jogos de palavras e pelo xadrez, Delanoë explicou que em "Richard Mutt", quando "Mutt" é pronunciado em inglês americano, percebe-se uma similaridada fonética com a expressão persa shâh mât (شاه مات, pronuncia-se "charmatt"), da qual derivou a expressão xeque-mate, que por sua vez significa "o rei está morto". Dessa forma, a assinatura torna o mictório a representação de um rei morto, "assassinado" por Duchamp. Isso é reforçado pela associação da cor branca do urinol com a brancura das peças de xadrez e pela inclinação de 90 graus do objeto, que lembra a maneira como o perdedor inclina o rei no tabuleiro para reconhecer a derrota. Delanoë concluiu que a "identidade" do "rei" (mictório) permanece um enigma: poderia ser a arte (teorias sobre "a morte da arte" proliferavam na época), o gosto (Duchamp declarava o "deleite artístico" como "o perigo") ou talvez a civilização europeia (1917 marcou o auge da carnificina da Primeira Guerra Mundial).

### O urinol em contexto artístico
Cramer e Grant comentam que um ready-made surge ao ser desconectado de seu contexto habitual e de sua função prática para ser recontextualizado dentro do universo da arte. Isso incentiva o espectador a observar o objeto de uma maneira diferente. Assim, um urinol localizado num banheiro masculino é uma questão meramente utilitária, mas um que é encontrado numa galeria de arte "se torna um foco para observação, cogitação, discussão, apreciação e/ou denúncia". Podstolski diz que esse processo movimenta um "enigma mental" análogo ao fantasma na máquina do dualismo mente-corpo: "Uma pessoa não é apenas um corpo, mas um corpo com uma mente. Da mesma forma, Fonte não é apenas um mictório, mas um mictório ativado em nossas mentes por ser uma obra de arte". O filósofo Nicholas Rescher [en] escreveu que o impacto de Fonte mudou a maneira como as pessoas veem a arte devido ao foco na "arte cerebral" em oposição à mera "arte da retina", pois a obra era um meio de envolver o potencial público de uma forma instigante em vez de satisfazer o status quo estético "saindo do classicismo para a modernidade".
Camfield comenta que o texto "Buddha of the Bathroom", escrito por Norton para o The Blind Man, foi o primeiro registro publicado das propriedades formais "agradáveis" do objeto em si. Norton rebateu a associação de "vulgaridade" ao urinol, defendendo que um olhar inocente perceberia nele uma "simplicidade casta de linha e cor" e o comparou a "um adorável Buda". Como a foto de Stieglitz é a única imagem da obra original, várias interpretações são centradas neste registro visual em particular. Carl van Vechten opinou que a imagem fazia a obra parecer "qualquer coisa, de uma Madona a um Buda". Wood relatou que Stieglitz "se esforçou muito com a iluminação e fez isso com tanta habilidade que uma sombra caiu sobre o urinol sugerindo um véu. A peça foi renomeada: 'Madona do Banheiro'". Apollinaire associou a obra a um buda sentado. O próprio Stieglitz, numa carta a Georgia O'Keeffe, corroborou a evocação a esse tipo de referência: "A fotografia do 'Urinol' é realmente uma maravilha — todos que a viram acharam-na linda — e sim — é verdade. Tem um aspecto oriental — um cruzamento entre um Buda e uma Mulher Velada".
Roché escreveu que, ao enviar o mictório à exposição, Duchamp estava dizendo: "A beleza está ao seu redor, onde quer que você escolha descobri-la". Camfield notou que a pintura The Warriors, de Hartley, ao fundo na foto de Stieglitz, inclui "uma forma simples e simétrica semelhante ao formato de Fonte" e que emoldura um buda sentado em outra pintura de Hartley, Portrait of Berlin (1913). Para Camfield, "parece possível que até mesmo o tema [de The Warriors] de guerreiros indo para a batalha abrigasse referências no pensamento de Stieglitz ao conflito de Duchamp com os Independentes". O autor também percebeu uma forma "ainda mais explícita" na versão cortada da foto, pois "o corte claramente realça a referência a uma forma de Buda sentado". Segundo Camfield, as alusões às formas de Buda e Madona "implicam uma percepção antropomórfica de Fonte", cujo formato frontal curvilíneo sugere a cabeça e os ombros de imagens dessas figuras religiosas. Percepções visuais da obra como essas quase desapareceram na literatura posterior sobre Duchamp, mas, entre os amigos próximos do artista em 1917, essa resposta estética era regra, não exceção.
Alguns autores atribuem aspectos psicossexuais à obra. Norton se referiu a uma "sensualidade" das curvas do urinol, comparáveis às "pernas das damas de Cézanne". Para Tomkins, "não é preciso muito esforço para ver nas curvas suavemente fluidas [...] uma das formas eróticas polidas de Brâncuși". Segundo Tim Martin, há fortes conotações sexuais em Fonte: "Ao situar o mictório horizontalmente, ele parece mais passivo e feminino, enquanto permanece um receptáculo projetado para o funcionamento do pênis masculino". Juan Antonio Ramírez argumenta que, apesar da óbvia conexão masculina, a peça é um "objeto bissexual", pois remete ao tema erótico popular do "corpo sedutor da mulher como um receptáculo para efusões líquidas de diferentes tipos: chuveiros, cachoeiras naturais, perfumes, etc." Irene Gammel lembra que o urinol poderia ser associado à subcultura gay de Nova Iorque, evocando "os banheiros do metrô, que eram espaços de encontro homossexuais e prazeres furtivos proibidos". Véronique Vienne compara a peça a "uma escultura em forma de pera de bordas suaves" com "formato de útero" e que "se assemelha ao interior de um pistilo" a evocar "a promessa de uma flor". A autora conclui: "Talvez seja a mensagem enigmática da fotografia de Fonte publicada em The Blind Man: não há diferença entre os gêneros".
Duchamp sugeriu que selecionou propositalmente um mictório por isso ser desagradável: "[o conceito] surgiu da ideia de fazer um experimento relacionado ao gosto: escolher o objeto que tem a menor chance de ser apreciado. Um urinol ― bem poucas pessoas acham que há algo maravilhoso em um urinol". Ramírez e Dave Praeger argumentam que Fonte tornou-se tão controversa, conhecida e influente porque um urinol não pode ser considerado como algo "neutro", diferente dos outros ready-mades, que eram objetos inerentemente neutros escolhidos sem nenhum pensamento estético. Praeger complementa que a peça, sendo um receptáculo para resíduos corporais, é capaz de invocar a "emoção visceral que as funções corporais tendem a invocar" e emparelhar o desafio conceitual dos ready-mades com os significados simbólicos das fezes. Da mesma forma, Stephen Hicks [en] comenta que a escolha do mictório transmitiu uma mensagem clara: "Arte é algo em que você mija". Saltz destacou que a associação do nome "Richard Mutt" à ideia de riqueza, conforme defendido por Duchamp, torna Fonte "um pote de urina endinheirado" ou "uma espécie de bezerro de ouro escatológico".

### Intenção e originalidade
Menno Hubregtse argumenta que Duchamp pode ter escolhido um acessório sanitário como ready-made porque esse tipo de objeto parecia zombar da glorificação das máquinas industriais e do cenário industrializado como formas puras da arte dos Estados Unidos, um conceito defendido pelo artista Robert J. Coady. Abertamente crítico à arte moderna que se desenvolvia no país, Coady lançou sua própria revista de arte, The Soil, na qual publicou em dezembro de 1916 uma crítica mordaz a uma escultura dadaísta de Jean Crotti, Portrait of Marcel Duchamp (Sculpture Made to Measure), que homenageava Duchamp. Coady comparou esse trabalho de Crotti com "a expressão absoluta de um encanador". Hubregtse observa que o mictório de Duchamp pode ter sido uma resposta inteligente a essa comparação, ressaltando que vários artigos de The Blind Man teriam parodiado as declarações patrióticas feitas por Coady em The Soil. Como exemplo, há um trecho de "The Richard Mutt Case" que, em defesa do urinol como obra de arte, diz: "Quanto ao encanamento, isso é absurdo. As únicas obras de arte que a América proporcionou foram seu encanamento e suas pontes". Hubregtse afirma que esta declaração se assemelha à extensa lista de objetos que Coady considerava como "arte americana autêntica", exceto pela adição do encanamento.

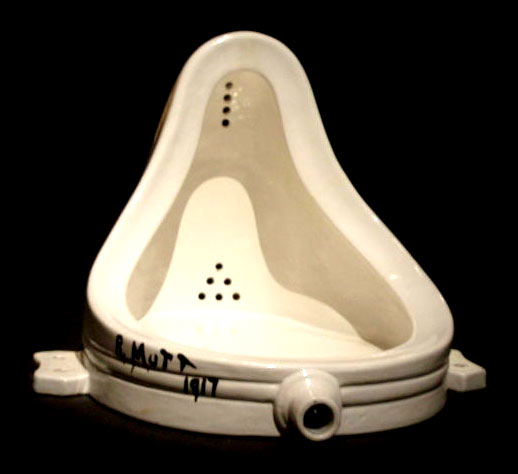
Para o autor William Camfield, a versão de Fonte feita por Schwars sugere "a sua origem como uma escultura artesanal" e não como um item produzido em massa. Na imagem, uma das réplicas de Schwars, descrita como a terceira a ter sido produzida.

Alguns autores também exploram o fato de o mictório ter várias versões. De acordo com Camfield, as reproduções levantam questões de identidade e qualidade que provocaram respostas complexas e, às vezes, contraditórias. Bettina Funcke complementa que, após a perda da peça original, "as questões sobre o que é uma cópia, o que é um objeto editado e onde reside a autorização para executar uma obra são levantadas pela primeira vez e permanecem complexas e ambíguas". Adina Kamien-Kazhdan ressalta que até mesmo o termo "original" é um paradoxo nesse contexto, visto que os ready-mades são, por definição, objetos sem originalidade determinada, escolhidos de linhas de montagem de itens industriais produzidos em massa. Segundo a autora, "o valor revolucionário do ready-made estava precisamente em desmantelar o conceito do original". Ao falar das diferenças entre as reproduções, Loesberg observa que é como se a assinatura "R. Mutt 1917", e não as características exatas do urinol, atestassem a "autoridade da obra de arte". Ele também destaca que, em um certo nível, "somente depois que deixou de existir como um objeto, [a peça] se tornou uma obra de arte incontestada".
Camfield diz que a edição feita por Schwars "parece mais relacionada com a escultura do que com os ready-mades, dadas as suas ligeiras mas perceptíveis modulações de superfícies que sugerem a sua origem como uma escultura artesanal e não como uma produção em linha de montagem". Funcke percebe uma contradição no fato de que, quase quarenta anos depois da seleção dos ready-mades entre objetos comuns, suas "cópias genuínas" produzidas por Schwars eram esculturas convencionais, feitas à mão e com grande despesa a partir de fotografias, para imitar artigos produzidos industrialmente. Ela cita a autora Martha Buskirk, que disse: "Se o gesto inicial de Duchamp de escolher o ready-made se referia à produção em massa, as formas posteriores de reprodução pelas quais os ready-mades circularam garantiram seu status como arte". Com base nessas reflexões, Funcke argumenta que Fonte foi criada por meio de "manipulações midiáticas" de Duchamp, pois ele fez questão de fotografar, publicar e arquivar o objeto, que se tornou tema de relatos imprecisos ou confusos; após o urinol desaparecer, essa "documentação e narrativa semificcionais" garantiram à peça o "um atalho para a história", o que significa que o artista "transformou arte em discurso". Rhonda Roland Shearer [en], escrevendo para o periódico Tout-fait, apresenta uma série de possíveis evidências de que a fotografia de Stieglitz seja uma composição de fotos diferentes, enquanto estudiosos como Camfield não encontraram nos catálogos de mictórios do período nenhum urinol que correspondesse ao mostrado na foto.

## Contestações da autoria
Décadas depois da introdução de Fonte como ready-made, o argumento de que Duchamp foi o único autor da obra começou a ser contestado e alguns pesquisadores passaram a considerar que a peça original tenha sido, na verdade, ideia de um outro artista ou, ainda, o resultado da colaboração entre várias pessoas. Os primeiros questionamentos quanto à autoria surgiram após a divulgação de uma carta, datada de 11 de abril de 1917, que Duchamp escreveu para sua irmã, Suzanne [en], que morava em Paris. Nessa correspondência, publicada por Francis M. Neumann em 1982, o artista afirmou que uma de suas amigas teria submetido a peça à exposição:
| “ | Uma das minhas amigas sob um pseudônimo masculino, Richard Mutt, enviou um urinol de porcelana como escultura. Não era nada indecente, não havia razão para recusá-la. O comitê decidiu se recusar a expor essa coisa. Eu entreguei minha renúncia e isso é uma fofoca de algum valor em Nova Iorque. Eu queria fazer uma exposição especial dos rejeitados pelos Independentes, mas isso seria um pleonasmo! E o urinol teria ficado 'solitário'. | ” |

Duchamp nunca identificou sua amiga. Camfield cogitou que esse relato pode ter sido uma "mentira inocente" de Duchamp para esconder sua autoria ou uma referência precoce ao alter ego feminino do artista, Rrose Sélavy, que surgiria na década de 1920. Sobre a possibilidade de Duchamp ter dito a verdade na carta, Camfield considerou duas hipóteses: a amiga foi a verdadeira artista que teve a ideia, selecionou e alterou o urinol ou ela agiu meramente como a agente de transporte do objeto, mantendo Duchamp fora de vista. Para o autor, essa última possibilidade parecia a mais plausível, mas ele admitiu que esse ponto permanece um mistério. A poetisa dadaísta Louise Norton, amiga de Duchamp, é mencionada como a possível colaboradora, pois o endereço dela é parcialmente discernível na etiqueta pendurada no mictório na foto de Stieglitz. Além disso, o número telefônico de Norton foi fornecido à imprensa como sendo de Richard Mutt. Embora a artista não tenha revelado informações adicionais sobre sua participação no caso, a documentação da época indica que ela possuía informações especiais provavelmente usadas em seu artigo "Buddha of the Bathroom" para o The Blind Man.

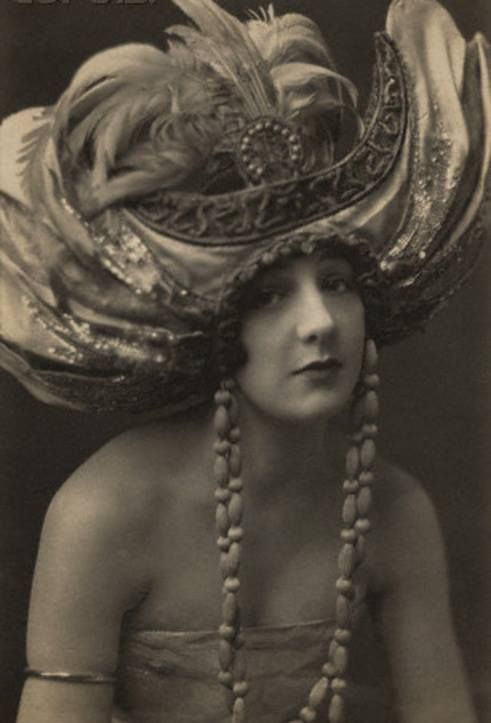
A vanguardista Elsa von Freytag-Loringhoven em foto do final do século XIX.

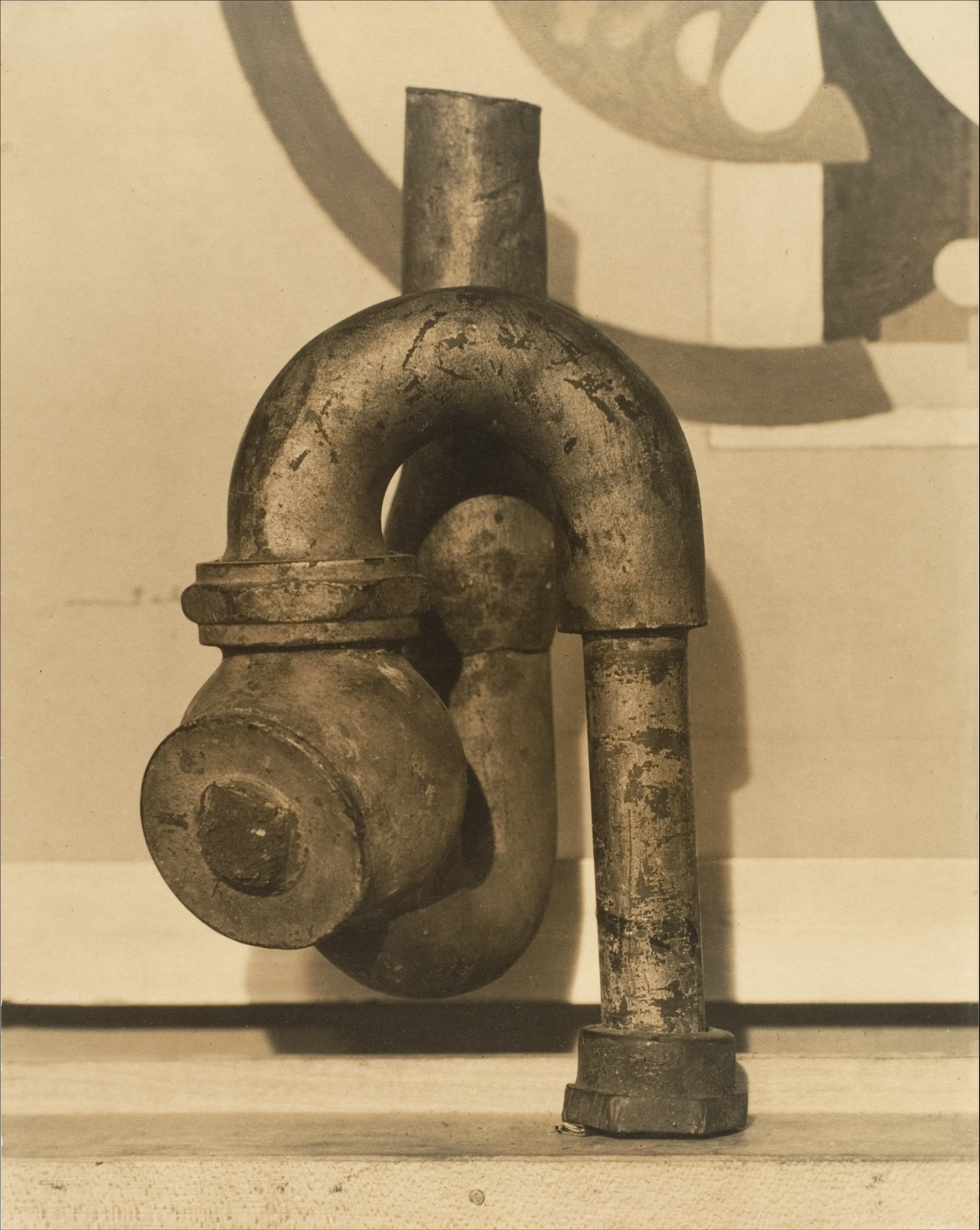
A obra God (1917), de Loringhoven e Schamberg, é considerada uma "peça irmã" de Fonte.

Em 2002, a biógrafa Irene Gammel sugeriu o envolvimento da dadaísta alemã Baronesa Elsa von Freytag-Loringhoven na criação de Fonte. Essa hipótese foi posteriormente endossada pelos estudiosos Glyn Thompson e Julian Spalding, que passaram a defender que Loringhoven foi a verdadeira autora e que Duchamp apenas se apropriou da obra. Entre os argumentos de Gammel estavam: o vínculo artístico entre Loringhoven e Duchamp; o fato de que em 1917 a artista vivia na Filadélfia, a cidade mencionada na imprensa da época como local de origem de Richard Mutt; e a própria escolha do urinol como obra de arte, que estaria mais de acordo com a estética da Baronesa, cujas obras eram focadas em resíduos corporais e subtextos religiosos (o urinol chegou a ser associado a imagens sacras), do que com as técnicas artísticas mais comuns de Duchamp. Esse último aspecto parece ser reforçado por God, uma peça produzida em 1917 por Loringhoven em parceria com o fotógrafo Morton Schamberg e que consiste num sifão de encanamento acoplado a uma caixa de esquadria, cujas mensagem e estética assemelham-se às de Fonte; o elemento "ausente" no mictório, ou seja, o cano ou encanamento, é apresentado na obra de Loringhoven. Duchamp demonstrou consideração por God e o incluiu entre seus próprios ready-mades durante uma exposição no Museu de Arte da Filadélfia em 1954.
Thompson afirmou ter identificado a caligrafia característica de Loringhoven na assinatura no urinol. Após uma extensa pesquisa sobre as origens industriais do mictório, ele concluiu que Duchamp não poderia ter comprado o objeto na J. L. Mott Iron Works em Nova Iorque, pois essa empresa restringia a venda de urinóis a encanadores profissionais e não produzia na época aquele modelo específico, que era exclusivo da Filadélfia, cidade que Duchamp nunca visitou. Thompson e Spalding argumentaram que "R. Mutt" faria mais sentido como um trocadilho com os termos alemães armut (empobrecimento), pois Loringhoven viveu seus últimos anos na pobreza, ou mutter (mãe), uma vez que o envio do mictório à exposição seria uma tentativa da Baronesa de fazer comentários políticos diante da expectativa de declaração de guerra dos Estados Unidos contra a pátria dela, a  Alemanha. Segundo Spalding, o trabalho de Loringhoven era mais complexo do que o do artista francês: "Ela estava dizendo à América 'não mije no meu país'. O urinol de Elsa tem muitas camadas de significado. Tudo isso está escondido sob a apropriação pueril de Duchamp". Por fim, Thompson alegou que Loringhoven enviou o mictório para Norton, que então encaminhou o objeto para a exposição. A hipótese de Spalding e Thompson foi apoiada pela escritora Siri Hustvedt, que aludiu à descoberta em seu romance Memories of the Future (2019) e escreveu um artigo no The Guardian defendendo que, com base nas "evidências factuais e circunstanciais" apresentadas, a Baronesa criou Fonte.
A maioria dos museus e estudiosos de arte não reconheceu possíveis disputas sobre a autoria da peça. A Tate Modern destacou que, na carta de Duchamp à irmã, o artista não indicou que outra pessoa criou Fonte, pois ele escreveu que o objeto foi "enviado" e não "feito". Sobre Loringhoven, a instituição disse: "Parece improvável que ela não tivesse se gabado de sua criação de uma obra que causou tanto interesse na imprensa". Mesmo numa versão atualizada da biografia de Duchamp (2014), Tomkins evitou abordar dúvidas sobre a origem da obra. Os historiadores de arte Dawn Adès [en], Alastair Brotchie e Bradley Bailey refutaram a teoria de que Loringhoven foi a autora da obra. Eles argumentaram que Gammel, Thompson e Spalding não apresentaram nenhuma evidência documental ou testemunhal que sugiram o envolvimento da Baronesa, visto que, entre outros pontos: é incerto que ela e Duchamp já se conheciam em 1917; os relatos jornalísticos que identificavam R. Mutt como cidadão da Filadélfia são notadamente imprecisos; Thompson não provou que a caligrafia na assinatura era da Baronesa; Loringhoven sempre se comunicou em inglês em suas manifestações artísticas enquanto esteve nos Estados Unidos, o que tornaria a associação de "R. Mutt" a palavras alemãs algo sem sentido prático, pois o espectador da exposição tinha que saber que o pseudônimo deveria ser lido como um homônimo alemão, algo para o qual nenhuma pista havia sido fornecida. Bailey destacou que, numa entrevista de 1978, Norton negou ter conhecido a Baronesa e que, num manucrito de 1972 (descoberto por volta de 2019), Norton reconheceu que, de fato, Duchamp orquestrou o envio do urinol à exposição.

## Legado
À medida que Fonte e outros ready-mades eram redescobertos nas décadas de 1950 e 1960, Duchamp se tornava um ícone cultural no mundo da arte.   Camfield observou um "dilúvio de publicações" nessa época a respeito do artista, "um exemplo incomparável de timing em que o crescente interesse em Duchamp coincidiu com desenvolvimentos estimulantes na arte de vanguarda, virtualmente todos exibindo ligações de algum tipo com Duchamp". Sua influência sobre os artistas dos Estados Unidos cresceu exponencialmente, com a revista Life descrevendo-o como "talvez o mais eminente dadaísta do mundo", o "líder espiritual" do Dada, o "pai do Dada" em um longo artigo publicado em 28 de abril de 1952. Em meados dos anos 1950, seus ready-mades estavam presentes em coleções permanentes de museus americanos. Para Camfield, a arte de Duchamp foi transformada de "um fenômeno menor e aberrante na história da arte moderna para a força mais dinâmica na arte contemporânea".
Em 1962, numa carta ao colega dadaísta Hans Richter, Duchamp supostamente criticou movimentos artísticos posteriores: "Este Neo-Dada, ao qual chamam de Novo realismo, Pop art, Assemblage, etc., é uma saída fácil e vive do que o Dada fez". Ele justificou: "Quando descobri os ready-mades, procurei desencorajar a estética. No Neo-Dada, pegaram meus ready-mades e encontraram beleza estética neles, eu joguei o porta-garrafas e o urinol nas caras deles como um desafio e agora eles os admiram por sua beleza estética". Richter, no entanto, alegou anos depois que essas palavras não foram ditas pelo artista francês, pois teriam sido apenas sugeridas a ele pelo próprio Richter. Ao contrário dessa citação, Duchamp escreveu favoravelmente à Pop art em 1964, embora demonstrasse indiferença ao humor ou aos materiais dos artistas Pop: "A Pop art é um retorno à pintura "conceitual", virtualmente abandonada, exceto pelos surrealistas, desde Courbet, em favor da pintura retiniana... Se você pegar uma lata de sopa Campbell e repeti-la 50 vezes, não estará interessado na imagem retiniana. O que lhe interessa é o conceito de querer colocar 50 latas de sopa Campbell em uma tela".
Em artigo publicado no The Independent em fevereiro de 2008, o crítico Philip Hensher [en] comentou que, com uma única obra (Fonte), Duchamp inventou a arte conceitual e "cortou para sempre o elo tradicional entre o trabalho do artista e o mérito da obra". Podstolski escreveu que esse trabalho tornou Duchamp pioneiro também nos conceitos de "arte baixa", arte minimalista, arte corporal, "arte como declaração filosófica", "arte como provocação" e talvez mais. Em dezembro de 2004, Fonte foi eleita a obra de arte moderna mais influente do século XX por 500 profissionais selecionados do cenário artístico britânico. O segundo lugar foi concedido a Les demoiselles d'Avignon (1907), de Pablo Picasso, e o terceiro a Marilyn Diptych (1962), de Andy Warhol.  O crítico de arte Jerry Saltz escreveu no The Village Voice em 2006:
| “ | Duchamp afirmava fortemente que queria "desdeificar" o artista. Os ready-mades oferecem uma maneira de contornar propostas estéticas inflexíveis. Representam uma mudança copernicana na arte. Fonte é o que é chamado de "acheiropoieta", uma imagem não moldada pelas mãos de um artista. Fonte nos coloca em contato com um original que ainda é original, mas que também existe num estado filosófico e metafísico alterado. É uma manifestação do sublime kantiano: uma obra de arte que transcende uma forma, mas que também é inteligível, um objeto que derruba uma ideia enquanto permite que ela surja mais forte. | ” |

Outros autores apontaram aspectos desfavoráveis da influência de Fonte. Ferreira Gullar escreveu que o ready-made ditou o rumo predominante na arte internacional nas décadas seguintes, o que levou a manifestações "em que a rebeldia se confundia com o niilismo e com a negação da própria arte". Embora reconhecesse a importância da obra de Duchamp no contexto histórico, Gullar acreditava que a negação da arte influenciada por Duchamp era danosa e datada já que os artistas conceituais promoveriam a "ideia equivocada" de que museus e galerias determinam o que tem ou não valor artístico: "A Mona Lisa não precisa do Louvre para ser obra de arte; é o Louvre que precisa dela para ser museu". Jonathon Keats [en] argumenta que o "duchampianismo também é agora uma tradição" e que sua revolução continua subestimada no século XXI, pois "a maioria das pessoas do planeta provavelmente ainda ficaria ao lado da Sociedade dos Artistas Independentes, desqualificando da consideração como arte qualquer objeto que esteja fora das categorias e técnicas tradicionais de criação". Grayson Perry [en] declarou em seu livro Playing to The Gallery: "Quando [Duchamp] decidiu que qualquer coisa poderia ser arte, ele pegou um urinol e o levou para uma galeria de arte... Acho bastante arrogante essa ideia de simplesmente apontar para algo e dizer 'Isso é arte'".

### Intervenções

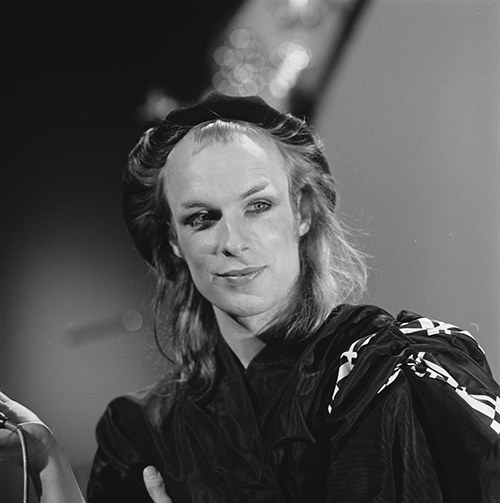
Brian Eno relatou que conseguiu urinar numa réplica de Fonte durante uma exposição. Foto de 1974.

Vários artistas performáticos tentaram contribuir para a peça urinando nela. Kendell Geers, artista sul-africano e entusiasta do ready-made, ganhou notoriedade internacional em 1993 quando, durante uma mostra em Veneza, urinou numa réplica de Fonte. O artista musical Brian Eno declarou que urinou com sucesso na obra enquanto ela estava em exibição no Museu de Arte Moderna de Nova Iorque em 1993. Ele admitiu que foi apenas um triunfo técnico, pois precisou urinar com antecedência num tubo e transportar o fluido através de uma abertura por entre o vidro protetor. O sueco Björn Kjelltoft urinou em Fonte no Museu de Arte Moderna de Estocolmo em 1999.
Em meados de 2000, os artistas performáticos chineses Yuan Chai e Jian Jun Xi dirigiram-se à recém-inaugurada Tate Modern e tentaram urinar em Fonte, que estava em exibição. Eles, que em 1999 pularam sobre My Bed (1988), instalação de Tracey Emin na exposição do Prêmio Turner na Tate Britain, foram impedidos de sujar diretamente o mictório graças à caixa de Perspex que protegia a obra. A Tate, que negou que a dupla tivesse conseguido urinar na escultura, proibiu-os de entrar no local, afirmando que eles estavam ameaçando as obras artísticas e a equipe do museu. Quando questionado por que eles sentiam que tinha que acrescentar algo ao trabalho de Duchamp, Chai disse: "O urinol está lá ― é um convite. Como o próprio Duchamp disse, é a escolha do artista. Ele escolhe o que é arte. Nós apenas acrescentamos algo a ele".
Em janeiro de 2006, durante uma exibição no Centro Pompidou em Paris, a réplica da edição de Schwarz mantida naquele complexo cultural foi vandalizada por Pierre Pinoncelli [en], um artista performático francês neodadaísta e anarquista que estava com 77 anos na época. O martelo que ele usou durante o ataque causou apenas escoriações leves à obra. Detido logo em seguida, o homem alegou que o ataque foi uma performance artística que o próprio Duchamp teria apreciado. Pinoncelli justificou seu ato como uma reação à decisão de Duchamp, a quem ele reverenciava, de criar "falsificações" do ready-made original; ao ser acusado de vandalismo nos tribunais franceses, Pinoncelli ficou indignado, ressaltando que, ao contrário, sua intervenção havia acrescentado história e valor à obra, distinguindo-a das outras réplicas "sem rosto" do urinol. Ele já havia urinado na peça e a atingido com um martelo um pouco maior em 1993, enquanto ela era exibida em Nîmes, no sul da França.

### Reinterpretações

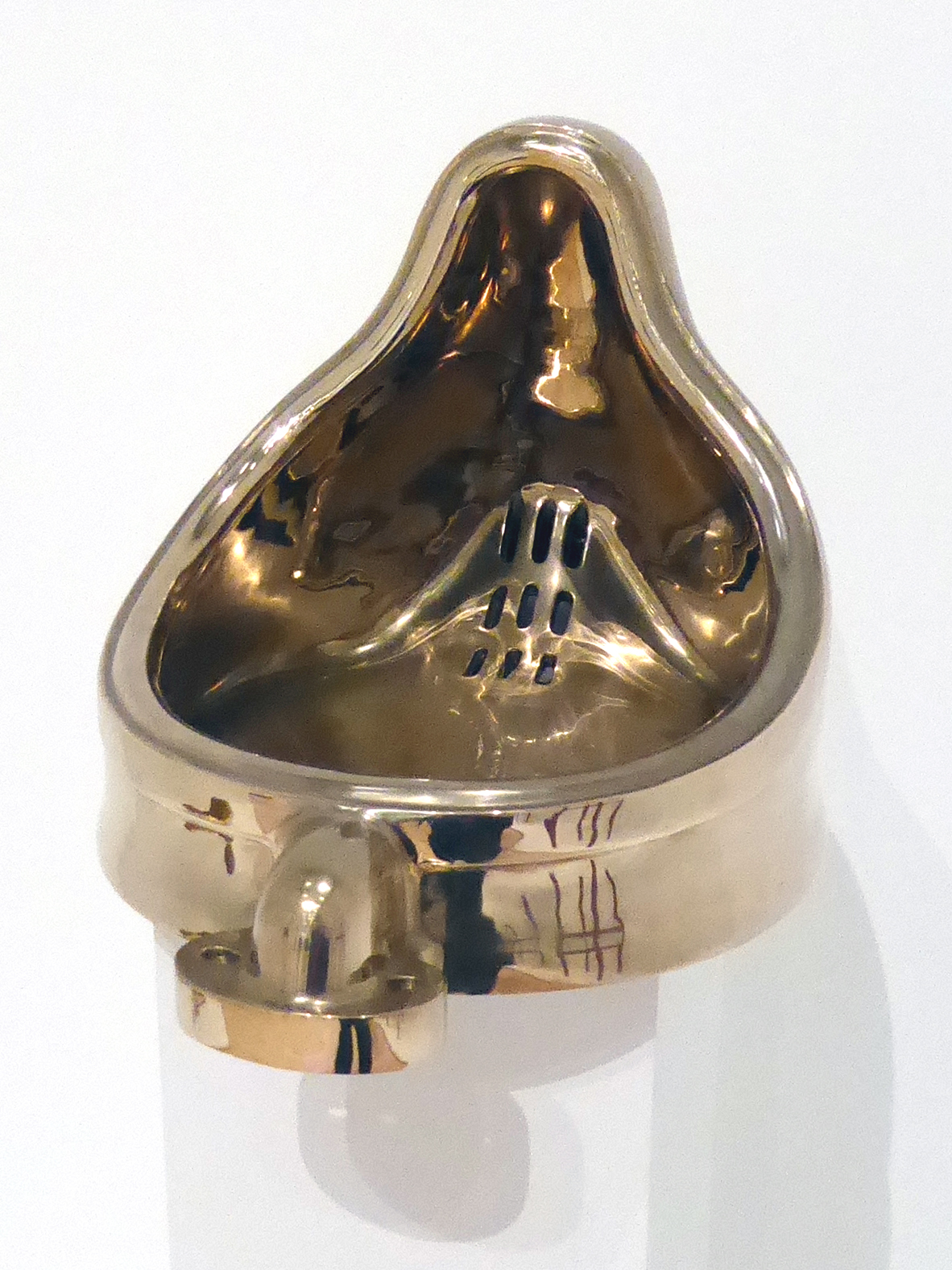
Fountain (Buddha), uma releitura em bronze por Sherrie Levine, 1996.

A artista de apropriação [en] Sherrie Levine [en] criou cópias de bronze do mictório em 1991 e 1996, as quais foram intituladas Fountain (Madonna) e Fountain (Buddha), respectivamente. Elas são consideradas uma "homenagem ao renomado ready-made de Duchamp". A intenção de Levine com esses trabalhos é reavaliar objetos tridimensionais dentro do campo da apropriação artística, tais como os ready-mades, para a arte fotográfica produzida em massa. O museu de arte contemporânea The Broad, de Los Angeles, descreveu: "Somando-se ao movimento audacioso de Duchamp, Levine transforma seu gesto de volta em um 'objeto de arte' ao elevar sua materialidade e acabamento. Como uma artista feminista, Levine refaz obras especificamente de artistas homens que comandaram o domínio patriarcal na história da arte".
Em 2002, John Baldessari criou um conjunto de coletores urinários de cerâmica multicoloridos marcados com o texto "O Artista é uma Fonte". Em 2003, Saul Melman construiu para o evento contracultural Burning Man uma versão massivamente ampliada do mictório, Jonnhy on the Spot, e posteriormente a queimou. Em 2015, Mike Bidlo criou uma "releitura em bronze" rachada de Fonte intitulada Fractured Fountain (Not Duchamp Fountain 1917), exibida em 2016 na galeria Francis M. Naumann Fine Art, em Nova Iorque. Jon Mann, do Artsy.net, comentou: "A versão de Bidlo é uma cópia de porcelana feita à mão com amor e que ele então quebrou, reconstituiu e fundiu em bronze".
Em comemoração ao centenário da primeira exposição da Sociedade dos Artistas Independentes, a Francis M. Naumann Fine Art inaugurou em abril de 2017 a mostra "Marcel Duchamp Fountain: An Homage", uma seleção de obras que referenciam a peça de Duchamp. As homenagens variavam de apropriações diretas a trabalhos mais reverentes, incluindo Sant'Orinale, de Kathleen Gilje, uma pintura sobre painel representando o urinol ao estilo da arte sacra clássica; Urinal Cake, de Sophie Matisse, uma escultura com a forma do mictório feita com suspiro e glacê branco; urinóis construtivistas russos de Alexander Kosolapov; e Letgo, uma obra fotográfica de 2015 de Ai Weiwei. No Brasil, foram realizadas exposições comemorativas no Museu de Arte Contemporânea do Rio Grande do Sul em Porto Alegre, com curadoria de José Francisco Alves, apresentando obras de "características variadas com a herança de Duchamp, com trabalhos de caráter objetual, apropriação de materiais e coisas preexistentes, eleboração mental e não manual dos objetos, humor, jogo e até mesmo revolta com a situação atual da políticas e das instituições brasileiras". Entre os artistas participantes estavam Britto Velho, Fernando Baril, Gilberto Perin, Mario Röhnelt, Felipe Barbosa, Nelson Leirner e o músico Bebeto Alves. Em Portugal, a exposição "No Place Like Home" no Museu Colecção Berardo, em Lisboa, examinou a forma como os artistas do século XX incorporaram e transformaram objetos domésticos em suas obras, tal como Duchamp fez com Fonte; o evento incluiu obras de Man Ray, Andy Warhol, Claes Oldenburg, Louise Bourgeois, Mona Hatoum e Yayoi Kusama.

### Livros
- Biro, Matthew (2009). The Dada Cyborg: Visions of the New Human in Weimar Berlin (em inglês). Minneapolis: University of Minnesota Press. 318 páginas. ISBN 978-0-8166-3619-8
- Buskirk, Martha; Nixon, Mignon, eds. (1996). The Duchamp Effect. Col: October Books (em inglês). Cambridge: MIT Press. 234 páginas. ISBN 0-262-52217-9
- Cabanne, Pierre; Duchamp, Marcel (1971). Dialogues with Marcel Duchamp (em inglês). Traduzido do francês por Ron Padgett. Boston: Da Capo Press. 136 páginas. ISBN 0-306-80303-8
- Camfield, William A. (1989). Marcel Duchamp: Fountain (em inglês). Houston: Houston Fine Art Press. 183 páginas. ISBN 0939594102
- Funcke, Bettina (2014). «Not Objects so Much as Images: A Response to Graham Harman's "Greenberg, Duchamp, and the Next Avant-Garde"». Speculations V: Aesthetics in the 21st Century (em inglês). Nova Iorque: Punctum Books. 474 páginas. ISBN 978-0-692-20316-3. Consultado em 30 de dezembro de 2024. Cópia arquivada em 30 de dezembro de 2024 – via Academia.edu
- Gammel, Irene (2002). Baroness Elsa: Gender, Dada, and Everyday Modernity (em inglês). Cambridge: MIT Press. 534 páginas. ISBN 0-262-07231-9
- Greenough, Sarah, ed. (2011). My Faraway One: Selected Letters of Georgia O’Keeffe and Alfred Stieglitz (em inglês). I, 1915-1933. New Haven: Yale University Press. 814 páginas. ISBN 9780300166309
- Hicks, Stephen R. C. (2004). Explaining Postmodernism: Skepticism and Socialism from Rousseau to Foucault (em inglês). Tempe: Scholargy Press. 230 páginas. ISBN 1-59247-646-5
- Hopkins, David (1998). Marcel Duchamp and Max Ernst: The Bride Shared (em inglês). 21. Oxford: Clarendon Press. 211 páginas. ISBN 0-19-817513-2
- Judovitz, Dalia (1998). Unpacking Duchamp: Art in Transit (em inglês). ed. ilustrada. Berkeley: University of California Press. 310 páginas. ISBN 0-520-21376-9
- Kamien-Kazhdan, Adina (2018). Remaking the Readymade: Duchamp, Man Ray, and the Conundrum of the Replica. Col: Studies in Surrealism (em inglês). Abingdon: Routledge. 392 páginas. ISBN 978-1-4724-7816-0
- Lubin, David M. (2016). Grand Illusions: American Art and the First World War (em inglês). ed. ilustrada, reimpressão. Oxford: Oxford University Press. 366 páginas. ISBN 9780190218614
- Martin, Tim (2001). Essential Surrealists (em inglês). Londres: Parragon Publishing. 256 páginas. ISBN 0-75254-229-X
- Naumann, Francis M. (1994). New York Dada: 1915-23 (em inglês). Nova Iorque: Harry N. Abrams. 255 páginas. ISBN 0-8109-3676-3
- Naumann, Francis M. (1996). Making Mischief: Dada invades New York (em inglês). Nova Iorque: Museu Whitney de Arte Americana. 304 páginas. ISBN 0-8109-6821-5
- Naumann, Francis M. (2012). «Fountain». The Recurrent, Haunting Ghost: Essays on the Art, Life and Legacy of Marcel Duchamp (em inglês). Nova Iorque: Readymade Press. pp. 70–81. 530 páginas. ISBN 9780980055689. Consultado em 29 de dezembro de 2024. Cópia arquivada em 29 de dezembro de 2024 – via Academia.edu
- Parkinson, Gavin (2008). The Duchamp Book (em inglês). Londres: Tate Publishing. 197 páginas. ISBN 978-1-85437-766-1
- Perry, Grayson (2015). Playing to the Gallery: Helping Contemporary Art in Its Struggle to Be Understood (em inglês). Nova Iorque: Penguin Books. 128 páginas. ISBN 978-0-143-12892-2
- Praeger, Dave (2007). Poop Culture: How America Is Shaped by Its Grossest National Product (em inglês). Los Angeles: Feral House. 230 páginas. ISBN 9781932595215
- Ramírez, Juan Antonio (1998). Duchamp: Love and Death, Even (em inglês). Londres: Reaktion Books. 291 páginas. ISBN 1861890273
- Rescher, Nicholas (2015). «Duchamp's Urinal». A Journey through Philosophy in 101 Anecdotes (em inglês). Pittsburgh: University of Pittsburgh Press. 303 páginas. ISBN 978-0-8229-8044-5
- Richter, Hans (1965). Dada, Art and Anti-Art (em inglês). Traduzido do alemão por David Britt. Londres: Thames and Hudson. 246 páginas. ISBN 0500180504
- Roe, Sue (2019). In Montparnasse: The Emergence of Surrealism in Paris, from Duchamp to Dalí (em inglês). reimpressão. Nova Iorque: Penguin Press. 320 páginas. ISBN 9781101981184
- Schwarz, Arturo (1969). The Complete Works of Marcel Duchamp (em inglês) 2.ª ed. Nova Iorque: Harry N. Abrams. 630 páginas. ISBN 9780810900844
- Spalding, Julian (2023). Art Exposed (em inglês). Londres: Pallas Athene. 378 páginas. ISBN 9781843682400
- Tomkins, Calvin (1996). Duchamp: A Biography (em inglês). Nova Iorque: Henry Holt and Company. 550 páginas. ISBN 0-8050-5789-7
- Young, Alan (1981). Dada and After: Extremist Modernism and English Literature (em inglês). Manchester: Manchester University Press. 247 páginas. ISBN 0-7190-0822-0

### Periódicos
- Adcock, Craig (1 de janeiro de 1987). «Duchamp's Eroticism: A Mathematical Analysis» (PDF). Dada/Surrealism (em inglês). 16 (1): 149-167. ISSN 0084-9537. Consultado em 26 de dezembro de 2024. Cópia arquivada em 2 de outubro de 2023 – via University of Iowa Libraries. Resumo divulgativo
- Bailey, Bradley (outubro de 2019). «Duchamp's 'Fountain': the Baroness Theory Debunked». The Burlington Magazine (em inglês) (161). pp. 804–810. Consultado em 21 de dezembro de 2024. Cópia arquivada em 21 de dezembro de 2024
- Burnham, Jack (fevereiro de 1972). «The True Readymade?». Londres. Art and Artists (em inglês). 6 (11): 26-31. ISSN 0004-3001
- Camfield, William A. (1 de janeiro de 1987). «Marcel Duchamp's Fountain: Its History and Aesthetics in the Context of 1917» (PDF). Dada/Surrealism (em inglês). 16 (1): 64-94. ISSN 0084-9537. Consultado em 26 de dezembro de 2024. Cópia arquivada (PDF) em 26 de maio de 2024 – via Winthrop University. Resumo divulgativo
- Gaffney, Peter D. (2006). Demiurgic machines: The mechanics of New York Dada. A study of the machine art of Francis Picabia, Marcel Duchamp, and other members of New York Dada during the period, 1912-1922 (PDF) (Dissertação de Doutorado) (em inglês). Universidade da Pensilvânia. Consultado em 8 de janeiro de 2025. Cópia arquivada em 8 de janeiro de 2025 – via ProQuest. Resumo divulgativo
- Hahn, Otto (julho de 1966). «Passport No. G255300». Londres. Art and Artists (em inglês). 1 (4): 6-11. ISSN 0004-3001
- Hopkins, David (setembro de 1998). «Men Before the Mirror: Duchamp, Man Ray and Masculinity». Art History (em inglês). 21 (3): 303-323. ISSN 0141-6790
- Hubregtse, Menno (2009). «Robert J. Coady's The Soil and Marcel Duchamp's Fountain: Taste, Nationalism, Capitalism, and New York Dada» (PDF). Revue d'art canadienne/Canadian Art Review (em inglês). 34 (2): 28–42. ISSN 1918-4778. JSTOR 42630803. doi:10.7202/1069487ar. Consultado em 29 de dezembro de 2024. Cópia arquivada em 27 de novembro de 2024 – via Érudit.org
- Loesberg, Jonathan (1 de setembro de 2002). «A Fountain, a Spontaneous Combustion, and the Mona Lisa: Duchamp's Symbolism in Dickens and Pater». Studies in The Literary Imagination (em inglês). 35 (2): 53-79 ProQuest 198149888
- Roché, Henri-Pierre; Wood, Beatrice; Duchamp, Marcel, eds. (maio de 1917). «The Richard Mutt Case/Buddha of the Bathroom». Nova Iorque. The Blind Man (em inglês) (2). 16 páginas. Consultado em 28 de dezembro de 2024. Cópia arquivada em 21 de julho de 2024 – via Universidade de Iowa
- Naumann, Francis M.; Duchamp (1982). «Affectueusement, Marcel: Ten Letters from Marcel Duchamp to Suzanne Duchamp and Jean Crotti» (PDF). Archives of American Art Journal (em inglês). 22 (4): 2-19. JSTOR 1557298. Consultado em 30 de dezembro de 2024. Cópia arquivada em 31 de dezembro de 2024 – via Yumpu
- Sewell, Brian (junho de 1993). «Fountain Head». ArtReview (em inglês) (45). Londres. pp. 16–20. ISSN 1745-9303